# Nội chiến Trung Quốc
Nội chiến Trung Quốc hay Quốc Cộng nội chiến (giản thể: 国共内战; phồn thể: 國共內戰; bính âm: guógòng nèizhàn; nghĩa đen 'Nội chiến giữa Quốc dân Đảng và Cộng sản Đảng'), kéo dài từ tháng 4 năm 1927 đến tháng 5 năm 1950, là một cuộc nội chiến tại Trung Quốc đại lục (với chính quyền khi đó là Trung Hoa Dân Quốc), giữa hai đảng phái là Trung Quốc Quốc dân Đảng và Đảng Cộng sản Trung Quốc. Sau thời kỳ hợp tác ban đầu, do những bất đồng, xung đột, bất hòa và mâu thuẫn sâu sắc về quan niệm phát triển kinh tế - xã hội và phương thức cai trị cũng như triết học; những người thân Cộng sản trong Quốc dân Đảng cùng nhiều thành viên cũ thuộc phe cánh tả của Quốc dân Đảng dần tách ra và hình thành một nhóm chính trị mới trong nội bộ Quốc dân Đảng. Cuộc chiến này bắt đầu năm 1927, sau cuộc Bắc phạt, khi phái chống cộng và cánh hữu của Quốc dân Đảng do Tưởng Giới Thạch dẫn đầu đã thanh trừng và thảm sát hàng loạt những người thân Cộng sản và cánh tả của Quốc dân Đảng, và tuyên bố từ bỏ liên minh với Đảng Cộng sản do những bất đồng sâu sắc đại diện cho sự chia rẽ ý thức hệ. Những người thân Cộng sản và cánh tả còn sống sót của Quốc dân Đảng tuyên bố rằng Tưởng Giới Thạch đã phản bội cách mạng và họ sẽ tách ra để liên minh Đảng Cộng sản Trung Quốc cũ (vốn đã từ bỏ liên minh với cánh hữu Quốc dân Đảng) để tạo thành một Đảng Cộng sản Trung Quốc lớn hơn, chống lại Quốc dân Đảng của phe bảo thủ và cánh hữu.
Quốc dân Đảng được phương Tây và Liên Xô (lúc sau) ủng hộ và Đảng Cộng sản được Liên Xô (lúc đầu) ủng hộ. Cuộc nội chiến bị gián đoạn do cuộc Chiến tranh Trung–Nhật, với việc thành lập liên minh kháng chiến Trung Quốc chống sự xâm lược của Phát xít Nhật, cho tới khi quân Phát xít Nhật bị Đồng Minh (trong đó có Trung Quốc) đánh bại vào tháng 8 năm 1945, kết thúc Thế chiến thứ hai, và Quốc-Cộng nội chiến lần thứ hai tiếp tục vào năm 1946.
Ban đầu Quốc dân Đảng chiếm ưu thế áp đảo, họ nắm giữ hầu hết các trung tâm kinh tế của đất nước và có quân số đông gấp 6 lần đối phương, trang bị nhiều vũ khí hiện đại do Mỹ viện trợ trong Thế chiến 2. Nhưng càng về sau, Quốc dân Đảng càng thất thế vì những chính sách sai lầm gây mất lòng dân, tinh thần chiến đấu yếu kém của binh sĩ, nạn tham nhũng và sự chia rẽ trong nội bộ, trong khi Đảng Cộng sản thì ngày càng mạnh lên nhờ sự ủng hộ của người dân và chiến lược hợp lý. Sau 3 năm chiến tranh, chiến tranh đã chấm dứt không chính thức. Đảng Cộng sản Trung Quốc do Mao Trạch Đông lãnh đạo đã giành chiến thắng, họ kiểm soát Trung Hoa đại lục (bao gồm cả đảo Hải Nam), thành lập nên Cộng hòa Nhân dân Trung Hoa. Còn Trung Quốc Quốc dân Đảng do Tưởng Giới Thạch lãnh đạo thất bại, chỉ còn nắm giữ các lãnh thổ là đảo Đài Loan, quần đảo Bành Hồ, và nhiều đảo bên ngoài Phúc Kiến, đồng thời chính quyền Trung Hoa Dân Quốc từng kiểm soát đại lục trở thành chính quyền Đài Loan như hiện tại.
Cho đến ngày nay, chưa có một hiệp định đình chiến nào được ký kết dù hai bên đã có quan hệ kinh tế chặt chẽ. Chính phủ Trung Quốc và Đài Loan đều duy trì lập trường rằng họ là chính phủ hợp pháp của toàn bộ Trung Hoa và tiếp tục đấu tranh trên phương diện ngoại giao. Tính đến năm 2023, cuộc chiến vẫn còn duy trì trên phương diện ngoại giao-chính trị-tư tưởng-văn hóa và kinh tế nhưng không hề có các xung đột quân sự-an ninh nào.
Xét về quân số huy động, đây cũng là cuộc chiến tranh quy mô lớn thứ 2 trong lịch sử, và có rất nhiều điểm giống với cuộc Nội chiến Hoa Kỳ (1861-1865). Bản thân nhiều nhà sử gia đã nói rằng cuộc nội chiến Trung Quốc là "phiên bản sao chép" của nội chiến Hoa Kỳ.

## Tên gọi
Các tài liệu chính thức và sử liệu giáo khoa của Đảng Cộng sản Trung Quốc và chính quyền Cộng hòa Nhân dân Trung Hoa gọi cuộc chiến là Chiến tranh Giải phóng Nhân dân Trung Quốc (tiếng Trung: 中国人民解放战争), gọi tắt là Chiến tranh Giải phóng, hoặc Nội chiến Cách mạng lần thứ 3 (tiếng Trung: 第三次国内革命战争). Còn tài liệu tương đương của Trung Hoa Quốc dân đảng và chính quyền Trung Hoa Dân quốc thì coi đây là cuộc nổi loạn của "phỉ quân" Trung Hoa Cộng sản đảng chống lại Nhà nước và chính phủ trung ương, nên gọi là Kham loạn chiến tranh (tiếng Trung: 戡乱战争) (chiến tranh bình loạn) hoặc Chiến tranh kháng Cộng. Sách báo người Hoa hải ngoại thường gọi là Nội chiến Quốc - Cộng. Cộng đồng quốc tế gọi chung là Nội chiến Trung Quốc (Chinese Civil War). Một ít sử gia Đài Loan gom chung thời kỳ này và gọi là "Chiến tranh kháng Nhật - Cộng".

## Bối cảnh

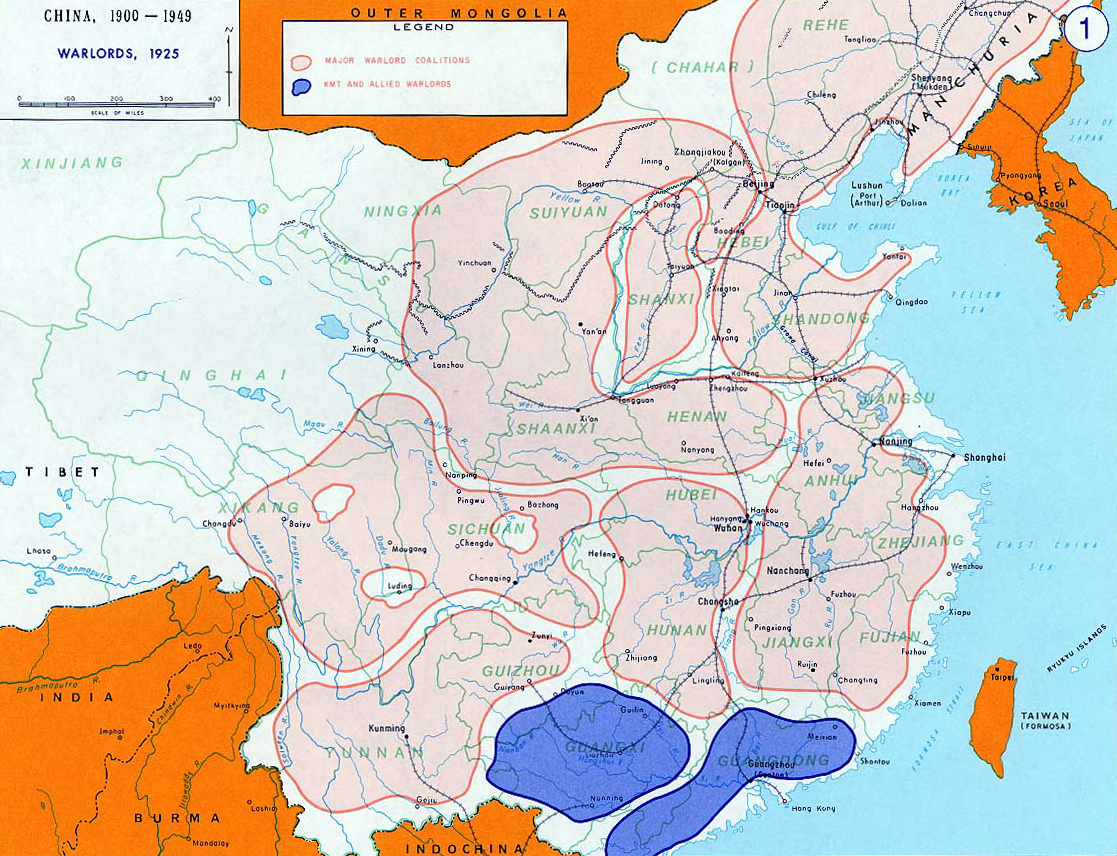
Các tập đoàn lãnh chúa quân phiệt Trung Quốc chính (1925)- các vùng màu hồng

Nhà Thanh, triều đại phong kiến cuối cùng tại Trung Hoa, sụp đổ năm 1912. Trung Quốc rơi vào vòng kiểm soát của một số lãnh chúa quân phiệt lớn nhỏ, gọi là thời kỳ quân phiệt. Để đánh bại các quân phiệt này, vốn nắm quyền kiểm soát phần lớn miền Hoa Bắc và Hoa Nam, lực lượng phản đế và lực lượng quốc gia thuộc Quốc dân đảng do Tôn Trung Sơn lãnh đạo, tiến hành tìm kiếm trợ giúp từ nước ngoài. Tuy nhiên các nỗ lực tìm kiếm ủng hộ từ các quốc gia dân chủ phương Tây của Tôn Trung Sơn thất bại, và tới năm 1921 ông quay sang Liên Xô. Liên Xô vì lý do chính trị, theo đuổi chính sách hỗ trợ cả Tôn Trung Sơn lẫn đảng Cộng sản Trung Quốc mới thành lập. Như vậy cuộc đấu tranh giành quyền lực giữa Quốc dân đảng và Đảng Cộng sản Trung Quốc bắt đầu.
Năm 1923, Tôn Trung Sơn và đại diện Liên Xô là Adolph Joffe ra thông cáo chung tại Thượng Hải, theo đó Liên Xô hứa sẽ trợ giúp để thống nhất Trung Quốc. Bản thông cáo này là lời tuyên bố hợp tác giữa Quốc tế III, Trung Quốc Quốc dân Đảng và Đảng Cộng sản Trung Quốc. Thành viên Quốc tế thứ ba là Mikhail Borodin tới Trung Quốc năm 1923 để hỗ trợ cho việc tái tổ chức và củng cố Quốc dân đảng, theo mô hình Đảng Cộng sản Liên Xô. Đảng Cộng sản Trung Quốc liên kết với Quốc dân đảng và thành lập Mặt trận thống nhất Trung Quốc lần thứ nhất.
Năm 1923, Tôn Dật Tiên điều Tưởng Giới Thạch, một trong những phụ tá của mình từ thời Đồng minh hội, đến Moskva trong vài tháng để nghiên cứu quân sự và chính trị. Tới năm 1924, Tưởng trở thành hiệu trưởng trường quân sự Hoàng Phố, và nổi lên với tư cách người kế nhiệm Tôn Dật Tiên lãnh đạo Quốc dân đảng.
Phía Liên Xô cung cấp phần lớn tài liệu nghiên cứu, tổ chức và trang thiết bị, bao gồm đạn dược cho học viện. Liên Xô cũng giúp đào tạo kỹ thuật vận động quần chúng. Với sự trợ giúp này, Tôn Dật Tiên đã có thể gây dựng nên một "đội quân của đảng" trung thành, mà ông định sử dụng để đánh bại quân đội của các lãnh chúa quân phiệt. Đảng Cộng sản Trung Quốc cũng có người trong học viện, nhiều người trở thành giảng viên trong trường, kể cả Chu Ân Lai, với vai trò giảng viên chính trị.
Thành viên đảng Cộng sản cũng được phép gia nhập Quốc dân đảng sau khi xét duyệt. Bản thân đảng Cộng sản khi ấy cũng còn nhỏ yếu, chỉ có 300 thành viên vào năm 1922 và 1.500 thành viên năm 1925, trong khi Quốc dân đảng năm 1923 đã có 50.000 thành viên.

## Chiến tranh Bắc phạt (1926-1928) và Quốc-Cộng phân liệt
Chỉ vài tháng sau khi Tôn Dật Tiên chết năm 1925, Tưởng Giới Thạch, với vai trò tổng chỉ huy Quân đội cách mạng quốc gia, tiến hành cuộc Bắc phạt. Tuy vậy, tới năm 1926, Quốc dân đảng đã phân hóa thành phái tả và phái hữu. Những người Cộng sản trong hàng ngũ Quốc dân đảng cũng phát triển mạnh. Tới tháng 3 năm 1926, biến cố tàu Trung Sơn xảy ra, Tưởng đã kịp thời phá vỡ âm mưu bắt cóc mình, và áp đặt lệnh cấm thành viên đảng Cộng sản giữ các vị trí lãnh đạo trong Quốc dân đảng.

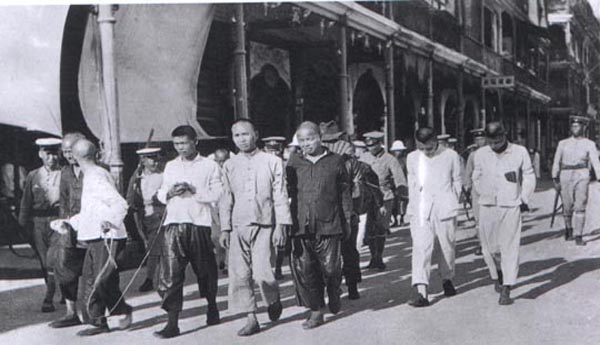
Quân chính phủ Quốc dân đảng bắt giữ nghi phạm Cộng sản.

Đầu năm 1927, sự tranh chấp Quốc Cộng dẫn tới sự phân liệt trong hàng ngũ cách mạng. Đảng Cộng sản và nhóm cánh tả của Quốc dân đảng quyết định chuyển thủ đô chính phủ Quốc dân từ Quảng Châu về Vũ Hán, nơi đảng Cộng sản có ảnh hưởng mạnh. Nhưng Tưởng Giới Thạch và viên tướng quân phiệt Lý Tông Nhân, người đánh bại lãnh chúa quân phiệt Tôn Truyền Phương, lại muốn chuyển về Giang Tây. Phe cánh tả bác bỏ đề xuất của Tưởng Giới Thạch, còn Tưởng lên án phe cánh tả "phản bội Chủ nghĩa Tam dân" của Tôn Dật Tiên khi nhận mệnh lệnh từ Quốc tế Cộng sản. Theo Mao Trạch Đông, sự khoan dung của Tưởng Giới Thạch đối với những người cộng sản trong Quốc dân đảng giảm đi khi quyền lực của Tưởng Giới Thạch gia tăng.
Ngày 7 tháng 4, Tưởng và một số lãnh đạo Quốc dân Đảng họp, và đưa ra quan điểm các hoạt động của Đảng Cộng sản làm rối loạn xã hội và kinh tế, và cần phải ngưng lại để cuộc cách mạng quốc gia có thể tiếp tục tiến triển. Kết quả của cuộc họp này là ngày 12 tháng 4, Tưởng Giới Thạch quay ra xử lý những người Cộng sản tại Thượng Hải. Quốc dân Đảng tiến hành thanh trừng khỏi hàng ngũ của mình các thành viên cánh tả, và hàng trăm đảng viên Cộng sản bị bắt giữ hay bị hành quyết.
Công nhân, người lao động phản đối mạnh mẽ chủ trương của Tưởng. Nhưng Tưởng Giới Thạch không dám sử dụng binh sĩ đàn áp công nhân, sợ danh không thuận sẽ xảy ra binh biến. Bởi, binh lính luôn coi công nhân là bè bạn cùng một liên minh. Nhiều chỉ huy các đơn vị đã tỏ ra ngần ngừ, từ chối nhận lệnh đàn áp. Do đó, Tưởng Giới Thạch đã triệu tập Đỗ Nguyệt Sanh, Hoàng Kim Vinh, Trương Tiêu Lâm - 3 đầu lĩnh của Thanh Bang hội đến thành phố cấp huyện Cửu Giang họp kín, bàn mưu "mượn đao giết người". Tưởng nhờ ba ông trùm đưa quân bang hội đi đàn áp công nhân, người biểu tình thay cho quân đội. Lấy danh nghĩa công hội, Đỗ Nguyệt Sênh đã tuyển mộ và vũ trang cho gần 3.000 tên vô lại của Thanh Bang. Đạo quân này được Đỗ Nguyệt Sanh khoác cho những cái tên mỹ miều và ôn hòa là "Hiệp hội Công nhân Thượng Hải" và "Hiệp hội đồng tiến Trung Hoa". Đêm 11/4/1927, mượn danh nghĩa hai tổ chức này, Đỗ Nguyệt Sanh đã mời ủy viên trưởng Tổng công hội Thượng Hải Uông Thọ Hòa đến tư dinh dự tiệc bàn việc hợp tác. Giữa buổi tiệc, Đỗ viện cớ ra ngoài. Thích khách do Đỗ bố trí sẵn thừa cơ đã lẻn vào hạ sát Uông Thọ Hòa ngay tại bàn tiệc. Đúng 1 giờ sáng ngày 12/4/1927, 3.000 tên Thanh Bang, mỗi tên được Đỗ phát cho 10 đồng bạc trắng, mặc đồng phục quần short, áo xanh cộc tay, trên vai có khắc dấu hiệu chữ "công" tỏa đi các nơi đồng loạt tập kích các đội tự vệ của công nhân. Trời vừa sáng, lấy cớ "công nhân xung đột nội bộ, gây mất trị an", Tưởng Giới Thạch đã xua quân đội đi giải giới vũ khí cả hai bên. Thực tế, quân đội được lệnh lập hàng rào ngăn hai bên tấn công và chống trả nhau, tách hai phe giang hồ và công nhân, sau đó lập hành lang bảo vệ cho bọn Thanh Bang rút lui an toàn. Kết quả là 2.700 công nhân vũ trang bị tước vũ khí, 120 người chết, 180 người khác bị thương ngay sau đêm đụng độ đầu tiên. Đến khi trời tối, kịch bản cũ lại lặp lại... Hơn 3 tháng sau đó, Thượng Hải luôn náo loạn bởi hàng trăm vụ tập kích khác của Thanh Bang nhằm tiêu diệt lực lượng công nhân tự vệ. Phong trào công nhân Thượng Hải bị dìm vào bể máu và suy yếu, không còn đủ sức ngáng trở hay phản đối các chủ trương của Tưởng.
Sự kiện này được gọi tên là "chính biến Thượng Hải", "biến cố ngày 12 tháng 4", hay là "cuộc thảm sát Thượng Hải". Cuộc thảm sát đào sâu thêm hố chia cắt Tưởng và phe Vũ Hán của Uông Tinh Vệ. Đảng Cộng sản định tổ chức giành chính quyền tại một số thành phố lớn như Nam Dương, Trường Sa, Sán Đầu, và Quảng Châu. Đảng viên Cộng sản, cùng với nông dân và thợ mỏ tại Hồ Nam dưới sự lãnh đạo của Mao tiến hành một cuộc nổi dậy, nhưng thất bại. Tại Trung Quốc khi đó tồn tại ba thủ đô, thủ đô được quốc tế công nhận tại Bắc Kinh, Phe Cộng sản và phe cánh tả thuộc Quốc dân đảng đóng thủ đô tại Vũ Hán, và phe cánh hữu Quốc dân đảng đóng đô tại Nam Kinh, thành phố này sẽ tiếp tục đóng vai trò thủ đô của Quốc dân đảng trong suốt một thập kỷ kế tiếp.
Đảng Cộng sản Trung Quốc nay bị trục xuất khỏi Vũ Hán bởi đồng minh của mình là phe cánh tả Quốc dân đảng, nhóm này đến lượt mình lại bị Tưởng Giới Thạch lật đổ. Quốc dân đảng tiếp đó tiếp tục tiến hành cuộc chiến tranh bắc phạt diệt lực lượng quân phiệt và đánh chiếm được Bắc Kinh vào tháng 6 năm 1928. Tiếp đó, phần lớn miền đông Trung Quốc dần rơi vào tay chính quyền Nam Kinh, và chính quyền Quốc dân đảng tại Nam Kinh nhận được sự thừa nhận từ cộng đồng quốc tế như chính phủ hợp hiến duy nhất tại Trung Quốc. Quốc dân đảng tuyên bố nguyên tắc ba giai đoạn cách mạng, phù hợp với cương lĩnh của Tôn Dật Tiên: thống nhất đất nước bằng hoạt động vũ trang (軍政, quân chính), bồi dưỡng chính trị (訓政, huấn chính), và thiết lập chế độ dân chủ lập hiến (憲政, hiến chính).

## Diễn biến

### Nội chiến lần thứ nhất

#### Giai đoạn 1927-1937

Lực lượng Đảng Cộng sản Trung Quốc tiến hành cuộc Vạn lý trường chinh phá vây về phía bắc

Ngày 12 tháng 4 năm 1927, Tưởng Giới Thạch đứng đầu phái hữu trong Quốc dân đảng Trung Quốc đã tiến hành chính biến Thượng Hải, tàn sát và thanh trừng những người cộng sản và thân cộng, mở đầu cho các hoạt động chống Cộng công khai tại nhiều địa phương khác. Ngày 19 tháng 4 năm 1927, chính phủ do Tưởng đứng đầu được thành lập tại Nam Kinh. Đến tháng 7 năm 1927, Tưởng đã nắm được toàn bộ chính quyền, chiến tranh Bắc phạt chấm dứt.
Trước tình hình đó, những người Cộng sản Trung Quốc rút lui về vùng nông thôn hoạt động bí mật, chuẩn bị cho nổi dậy, bắt đầu bằng cuộc khởi nghĩa Nam Xương ngày 1 tháng 8 năm 1927 và một số thành phố khác tại Hoa nam. Họ hợp sức với dư đảng của các lực lượng khởi nghĩa nông dân, thiết lập quyền kiểm soát tại nhiều nơi ở miền nam Trung Quốc. Tại Quảng Châu, họ giành được chính quyền trong vòng 3 ngày, và thiết lập Xô-viết Quảng Châu.
Lực lượng Quốc dân đảng tiến hành đàn áp cuộc nổi dậy, bắt đầu cuộc nội chiến kéo dài 10 năm tại Trung Quốc, cho tới khi Tưởng bị ép trong cuộc binh biến Tây An phải thành lập mặt trận thống nhất Trung Quốc chống lại lực lượng xâm lược Nhật Bản. Sau khi các cuộc khởi nghĩa này thất bại, Đảng Cộng sản Trung Quốc chủ trương lấy nông thôn làm căn cứ hoạt động, phát động nông dân nổi dậy, thành lập chính quyền Xô viết, Hồng quân công nông, tiến hành cải cách ruộng đất
Năm 1930, trong nội bộ Quốc dân đảng nổ ra cuộc Chiến tranh Trung Nguyên, do Phùng Ngọc Tường, Diêm Tích Sơn, và Uông Tinh Vệ tiến hành vì bất mãn với Tưởng. Cuộc xung đột này sau này đã hướng Tưởng tới mục tiêu nhổ tận gốc các căn cứ của Đảng Cộng sản bằng các cuộc vây hãm truy quét. Tổng cộng Quốc dân đảng tiến hành 5 chiến dịch, trong đó chiến dịch thứ nhất và thứ hai thất bại, chiến dịch thứ ba phải bãi bỏ do biến cố Lư Câu Kiều. Chiến dịch thứ tư (1932–1933) thu được một số kết quả ban đầu, nhưng lực lượng của Tưởng cũng bị tổn thất nặng khi họ định đánh thọc sâu vào trung tâm căn cứ của Mao gọi là Trung Hoa Xô-viết Cộng hòa quốc. Trong các chiến dịch này, quân Quốc dân đảng thường nhanh chóng đánh thọc sâu vào các khu vực do Đảng Cộng sản Trung Hoa kiểm soát, nhưng cũng dễ dàng bị lọt thỏm trong miền thôn quê rộng lớn, và không đủ lực để củng cố các vùng mà họ chiếm được.
Cuối năm 1933, Tưởng tiến hành chiến dịch vây quét lần thứ năm, lần này bao vây một cách có hệ thống khu xô-viết Giang Tây với hệ thống đồn bốt và lô cốt. Không như những chiến dịch trước, trong đó họ chỉ sử dụng một mũi thọc sâu duy nhất, lần này quân Quốc dân đảng nhẫn nại xây dựng hệ thống đồn bốt bao vây khu vực căn cứ của Đảng Cộng sản, cắt đứt đường tiếp tế và lương thực tới các căn cứ này.

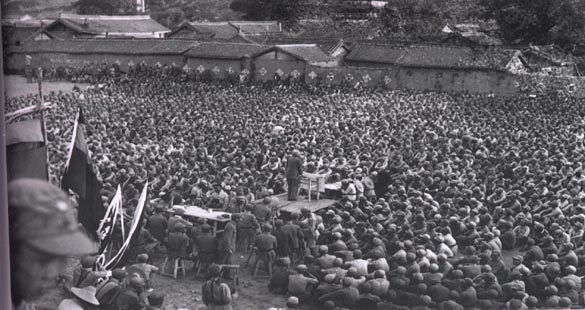
Một lãnh tụ Đảng Cộng sản diễn thuyết trước những người còn sống sót của cuộc Trường chinh

Tháng 10 năm 1934, Hồng quân công nông do Đảng Cộng sản Trung Quốc lãnh đạo phải tiến hành cuộc Vạn lý trường chinh, phá vòng vây của quân đội Quốc dân đảng, rút khỏi căn cứ địa, tiến lên phía bắc. Hồng quân Trung Hoa chọn hướng rút lui xuyên qua các đồn bốt được canh giữ bởi lực lượng lãnh chúa quân phiệt liên minh với Tưởng, chứ không qua hướng được bảo vệ bởi quân chính phủ Quốc dân để rút khỏi Giang Tây. Lực lượng quân phiệt không hào hứng chặn đánh Hồng quân vì sợ hao mòn lực lượng của họ, và không nhiệt tình truy kích. Thêm vào đó, quân Quốc dân đảng còn đang vướng bao vây và tiêu diệt Hồng quân do Trương Quốc Đào chỉ huy, là cánh quân lớn hơn nhiều lực lượng của Mao. Cuộc Trường chinh vĩ đại của Hồng quân kéo dài suốt một năm, theo Mao ước tính, vượt qua chừng 12.500 km (25.000 dặm Trung Quốc), và nổi danh với tên gọi cuộc Vạn lý trường chinh. Cuộc Trường chinh chấm dứt khi lực lượng chính của Mao đến được Thiểm Tây.
Cánh quân của Trương Quốc Đào đi theo một hướng khác về phía tây bắc, và bị lực lượng của Tưởng cũng như của các lãnh chúa quân phiệt người Hồi giáo, là đảng họ Mã, tiêu diệt gần như hoàn toàn. Dọc đường, Hồng quân Trung Quốc tịch thu tài sản và vũ khí của các lãnh chúa và địa chủ địa phương, đồng thời tuyển mộ nông dân và bần nông vào hàng ngũ của mình, củng cố mối liên hệ với quần chúng nhân dân. Trong tổng số khoảng 90.000-100.000 người tham gia cuộc Trường chinh bắt đầu từ vùng căn cứ Cộng hòa Xô-viết Trung Hoa, chỉ có chừng 7.000-8.000 đến được Thiểm Tây. Lực lượng tàn quân của Trương Quốc Đào cuối cùng cũng tới được Thiểm Tây nhập vào với lực lượng của Mao; nhưng với lực lượng gần như bị tiêu diệt hoàn toàn, Trương Quốc Đào dù là một trong các lãnh tụ sáng lập ra đảng Cộng sản Trung Quốc, cũng không thể tranh chấp được quyền lãnh đạo với Mao. Về cơ bản, cuộc rút lui này khiến Mao trở thành lãnh tụ duy nhất của đảng Cộng sản Trung Quốc, được chính thức xác nhận tại Hội nghị Tuân Nghĩa (Quý Châu) tháng 1 năm 1935.
Tháng 7 năm 1937, giới quân phiệt Nhật Bản phát động cuộc chiến tranh quy mô nhằm thôn tính toàn bộ Trung Quốc. Đảng Cộng sản và Quốc dân đảng đình chỉ nội chiến, hợp tác thành lập Mặt trận dân tộc thống nhất chống Nhật. Giai đoạn 1 của cuộc nội chiến chấm dứt.

### Chiến tranh Trung Nhật (1937–1945)

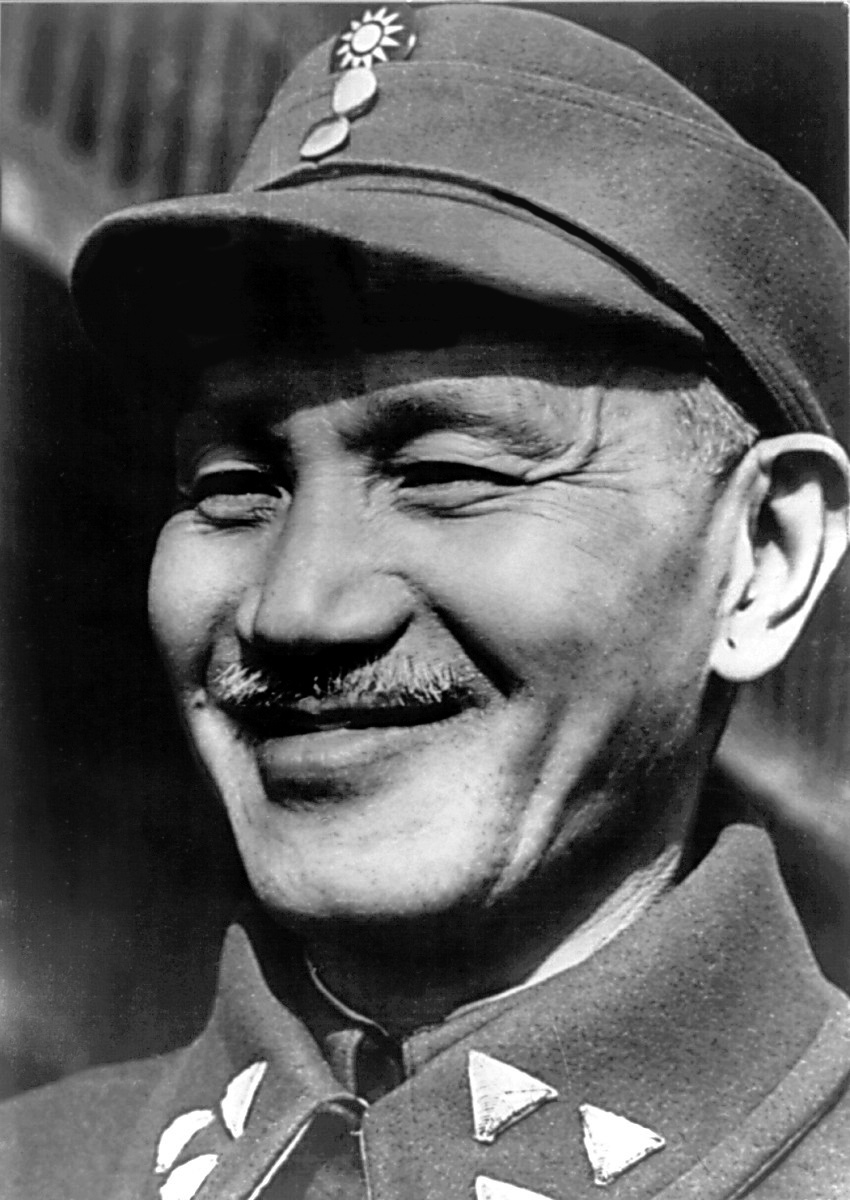
Lực lượng Tưởng Giới Thạch bị cuộc chiến tranh Trung-Nhật làm suy yếu nặng nề

Trong khi Đế quốc Nhật tiến hành xâm chiếm và biến Mãn Châu quốc làm thuộc địa, thì Tưởng Giới Thạch vẫn không chịu liên kết với Đảng Cộng sản để chống Nhật, vì coi Cộng sản là mối nguy còn lớn hơn. Ngày 12 tháng 12 năm 1936, một số sĩ quan Quốc dân đảng, đứng đầu là Trương Học Lương tiến hành binh biến, bắt giữ Tưởng và buộc ông phải cam kết hòa hoãn với Đảng Cộng sản. Sự kiện này được biết đến với tên gọi Sự biến Tây An. Cả hai phía Quốc Cộng sau đó ngưng các hoạt động quân sự để thành lập Mặt trận thống nhất Trung Quốc đệ Nhị, tập trung vào chống kẻ thù chung là đế quốc Nhật. Năm 1937, Nhật Bản cho máy bay ném bom các thành phố tại Trung Quốc, đồng thời tung các đạo quân tinh nhuệ đánh chiếm miền bắc và miền duyên hải Trung Hoa.
Việc Quốc dân-Cộng sản liên minh chỉ tồn tại trên danh nghĩa. Đảng Cộng sản tiến hành chiến tranh du kích chống Nhật, nhưng tránh giao chiến lớn do lực lượng của họ quá ít ỏi, đồng thời họ cũng đánh lui các cuộc tấn công mình của Quốc dân đảng. Sự hợp tác Quốc-Cộng trong thời gian này chỉ ở mức tối thiểu. Ngay trong Mặt trận thống nhất Trung Quốc, cả Quốc dân đảng lẫn đảng Cộng sản đều tìm cách chiếm ưu thế những lãnh thổ không nằm trong tay quân Nhật. Tình hình trở nên xấu đi vào cuối năm 1940, đầu năm 1941 khi Đảng Cộng sản và Quốc dân đảng có xung đột lớn. Tháng 12 năm 1940, Tưởng Giới Thạch ra yêu sách Tân Tứ quân của Đảng Cộng sản phải rời các tỉnh An Huy và Giang Tô. Do phải chịu sức ép nặng nề, các lãnh đạo Tân Tứ quân phải chấp thuận. Năm 1941 lại xảy ra "sự kiện Tân Tứ quân", hai phía Quốc Cộng xung đột khiến cho vài ngàn quân thuộc Đảng Cộng sản bỏ mạng. Sự kiện này đánh dấu sự chấm dứt mặt trận thống nhất chống Nhật. Nhìn chung, sự thành lập mặt trận có lợi cho phía đảng Cộng sản Trung Quốc. Nhờ chiến lược quân sự hợp lý, lực lượng của đảng Cộng sản Trung Quốc ngày càng được mở rộng và uy tín trong nhân dân được nâng cao, trong khi phía Quốc dân đảng thì ngược lại. Năm 1944, quân Nhật mở chiến dịch tấn công lớn cuối cùng, chiến dịch Ichi-Go, đánh thiệt hại nặng nề quân Quốc dân đảng.

### Nội chiến lần thứ 2

#### Tương quan lực lượng sau chiến tranh Trung-Nhật

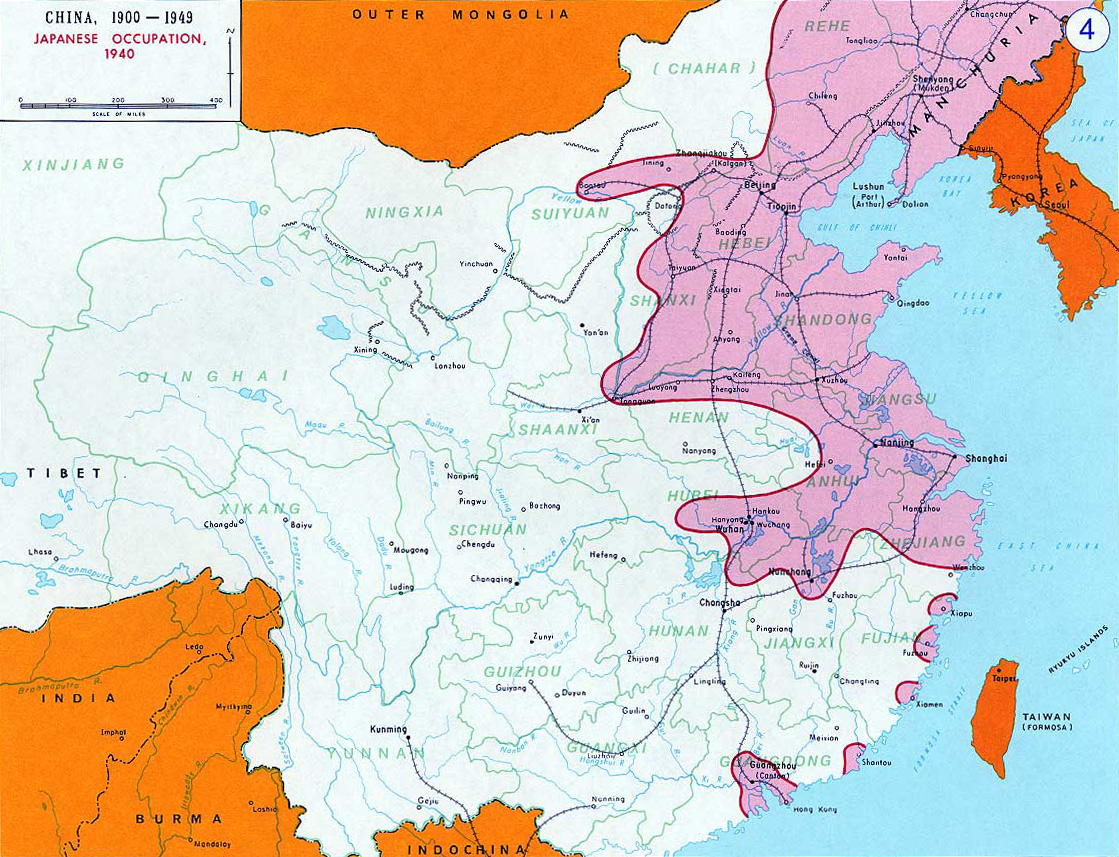
Các khu vực Nhật chiếm đóng trong đệ Nhị thế chiến

Sau chiến tranh Trung-Nhật, tương quan lực lượng vẫn nghiêng nhiều về phía Quốc dân đảng. Quân đội của Quốc dân đảng đông tới 5,7 triệu người, gấp 6 lần quân số của Đảng Cộng sản. Quốc dân đảng kiểm soát hầu hết các thành phố lớn và trung tâm công nghiệp của đất nước, họ cũng được trang bị một lượng lớn vũ khí hiện đại cho Anh, Mỹ cung cấp trong thời kỳ chống Nhật.
Tuy vậy, so với giai đoạn 1931-1937, tình thế đã trở nên thuận lợi hơn cho phía Đảng Cộng sản Trung Quốc. Lực lượng chủ lực của họ tăng lên 900.000 quân, còn lực lượng dân quân tăng lên 2 triệu người. Vùng kiểm soát của họ nay gồm 19 khu, chiếm tới 1/4 lãnh thổ Trung Quốc và 1/3 dân số - gồm nhiều thành phố và thị trấn quan trọng. Hơn thế nữa, Liên Xô trao lại toàn bố số vũ khí thu được từ quân Nhật cho Đảng Cộng sản. Khi Liên Xô rút đi, Đảng Cộng sản Trung Quốc cũng biết tận dụng thời cơ, tiếp quản vùng Đông Bắc Trung Quốc trước khi quân Quốc dân đảng kéo tới. Tháng 3 năm 1946, dù Tưởng Giới Thạch đã nhiều lần kiến nghị, Hồng quân Liên Xô dưới sự chỉ huy của tướng Malinovsky trì hoãn rút quân khỏi Mãn Châu và ngầm thông báo với Hồng quân Trung Quốc tiến vào tiếp quản vùng này vì Stalin muốn Mao kiểm soát được ít nhất là vùng phía Bắc của Mãn Châu trước khi quân Liên Xô triệt thoái hoàn toàn khỏi đây, dẫn đến cuộc chiến tranh toàn diện nhằm kiểm soát vùng Đông Bắc. Điều kiện này hết sức thuận lợi cho Đảng Cộng sản Trung Quốc, dẫn đến những thay đổi trong nội bộ ban lãnh đạo đảng Cộng sản: phe cứng rắn và chủ trương sử dụng vũ lực dần chiếm ưu thế, áp đảo phe chủ trương hoà hoãn.
Mặc dù tướng Marshall tuyên bố ông không có bằng chứng cho thấy Hồng quân Trung Quốc được Liên Xô hỗ trợ, Hồng quân Trung Quốc vẫn nắm được một lượng lớn vũ khí do quân Nhật bỏ lại, gồm cả vũ khí hạng nặng như xe tăng. Tuy nhiên chỉ đến khi một số lớn binh lính Quốc dân đảng đầu hàng và chạy sang hàng ngũ Cộng sản thì Hồng quân Trung Quốc mới có thể vận hành được số vũ khí này.
Dù yếu thế hơn về mặt vũ khí trang bị, con bài chủ chốt của đảng Cộng sản là chính sách cải cách ruộng đất. Đảng Cộng sản tiếp tục thực hiện chính sách này ở vùng nông thôn, những nông dân cùng khổ và không có ruộng đất thấy rằng nếu họ chiến đấu cho Đảng Cộng sản, họ sẽ giành được ruộng đất từ tay giới địa chủ. Chính sách này khiến cho Đảng Cộng sản Trung Quốc có được sự ủng hộ của giới nông dân và nguồn nhân lực hùng hậu để sử dụng trong chiến đấu cũng như vận tải tiếp tế, dù trước đó có bị tổn thất nặng nề trong các chiến dịch quân sự chống Nhật. Ví dụ, trong chiến dịch Hoài Hải họ đã có thể huy động tới 5.430.000 nông dân phục vụ vận tải, giúp họ chiến đấu chống lại quân chính quy Quốc dân đảng.
Về phía Quốc dân đảng, sau khi chiến tranh kháng Nhật kết thúc, quân đội Tưởng Giới Thạch có trong tay hơn 5,7 triệu quân, đông gấp 6 lần đối phương, thêm vào đó là có nhiều trang bị hiện đại do người Mỹ viện trợ trong Thế chiến. Tưởng Giới Thạch nhanh chóng chuyển quân đến các khu vực mới giải phóng khỏi tay quân Nhật để ngăn chặn Đảng Cộng sản tiếp nhận đầu hàng từ tay quân Nhật. Hoa Kỳ tiến hành không vận, chuyển nhiều đơn vị quân Quốc dân đảng từ miền Trung Nguyên đến miền Đông Bắc (Mãn Châu). Hoa Kỳ cũng hỗ trợ đáng kể cho Quốc dân đảng, với hơn 5 vạn Thủy quân lục chiến được gửi tới để canh giữ các vị trí chiến lược, 10 vạn binh lính Hoa Kỳ được đưa tới Sơn Đông. Hoa Kỳ giúp huấn luyện và trang bị cho hơn nửa triệu quân Quốc dân đảng, và vận chuyển quân Quốc dân đảng tới các vùng giải phóng và bao vây các khu căn cứ của Hồng quân. Hoa Kỳ viện trợ cho Quốc dân đảng số lượng vũ khí thặng dư, trị giá hàng tỷ USD, và cho vay hàng tỷ USD khác để Quốc dân đảng sử dụng mua vũ khí trang thiết bị quân sự. Chỉ trong vòng chưa đầy hai năm sau khi chiến tranh Trung Nhật chấm dứt, Quốc dân đảng đã nhận 4.43 tỷ USD từ Hoa Kỳ, phần lớn trong số đó là viện trợ quân sự.
Với danh nghĩa "tiếp nhận quân Nhật đầu hàng", các nhóm tư bản trong chính quyền Quốc dân đảng chiếm hầu hết các nhà băng, nhà máy, cơ sở thương mại trước kia bị Nhật chiếm. Họ cũng tăng cường binh lực, tích trữ vật liệu chiến tranh, chuẩn bị cho cuộc chiến sắp tới với Đảng Cộng sản. Những hành động chuẩn bị vội vã và khắc nghiệt đó khiến cho đời sống dân chúng trở nên khó khăn, tỷ lệ thất nghiệp tăng cao, tới 37,5% tại Thượng Hải. Nạn lạm phát và giá lương thực thực phẩm tăng vọt. Các cải cách của Quốc dân đảng cũng thất bại bởi nạn tham nhũng, các quan chức Quốc dân đảng thường không quan tâm đến đời sống nhân dân địa phương, và thường ủng hộ giới địa chủ trong việc đánh thuế. Sự khó khăn và bất bình đẳng về kinh tế khiến Quốc dân đảng đánh mất sự ủng hộ của dân chúng. Phần lớn người dân, nhất là ở nông thôn, sẵn sàng ủng hộ Mao Trạch Đông, không ít người đã hỗ trợ lương thực hoặc gia nhập quân đội của Mao Trạch Đông để chống lại Quốc dân đảng.
Năm 1947, Quốc dân đảng ban hành một đạo luật buộc tất cả đàn ông có khả năng chiến đấu trong vùng họ kiểm soát đều cũng phải phục vụ trong quân đội. Các viên sĩ quan tham nhũng thường bán cho lái buôn phần gạo được cung cấp cho đơn vị của mình, gần 1/5 số lính mới đã chết vì đói ngay trong thời gian huấn luyện. Do bị đối xử tồi tệ, gần một nửa số lính mới đã trốn ra khỏi các trại huấn luyện, tinh thần chiến đấu của binh sĩ cũng xuống thấp.
Những yếu tố này khiến Quốc dân đảng dần đần đi đến chỗ thất bại, dù ban đầu họ có ưu thế áp đảo cả về quân số lẫn trang bị.

#### Giai đoạn 1946-1950
Đàm phán đổ vỡ, hai bên quay lại với chiến tranh tổng lực. Giai đoạn này trong tài liệu Đảng Cộng sản Trung Quốc gọi là "Chiến tranh giải phóng", còn theo tài liệu của Quốc dân Đảng lại gọi là "chiến tranh chống Cộng". Ngày 20 tháng 7 năm 1946, Tưởng Giới Thạch đứng đầu chính phủ Trung Hoa Dân quốc lại phát động chiến tranh, huy động 113 lữ đoàn với khoảng 1,6 triệu quân đánh vào các căn cứ của Đảng Cộng sản.
Từ tháng 7 năm 1946 đến tháng 6 năm 1947, Quân giải phóng nhân dân Trung Quốc do Đảng Cộng sản lãnh đạo thực hiện chiến lược dùng nông dân chiêu dụ được nhờ cải cách ruộng đất để phòng ngự thụ động, thu góp vũ trang để lại từ quân Nhật Bản, dựa vào những thành viên đầu hàng được huấn luyện tốt của Quốc dân Đảng để điều khiển, sau đó chuyển sang phản công, đánh chiếm các vùng do Quốc dân đảng kiểm soát. Do biết điểm yếu về số lượng cũng như trang bị của mình, họ tránh mũi nhọn quân Quốc dân đảng, tiến hành tiêu thổ để bảo toàn lực lượng, đồng thời tích cực đánh tiêu hao quân Quốc dân đảng. Chiến thuật này tỏ ra hữu hiệu: sau một năm, cán cân lực lượng trở nên thuận lợi hơn cho Hồng quân Trung Quốc. Tổng cộng họ tiêu diệt 1,12 triệu quân Quốc dân đảng, và phát triển lực lượng của mình lên đến 2 triệu người.

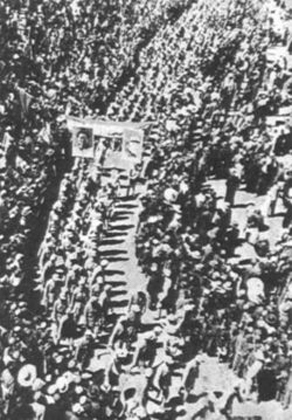
Hồng quân Trung Quốc tiến vào Thanh Hải

Tháng 3 năm 1947, quân Quốc dân đảng giành được một chiến thắng có ý nghĩa tượng trưng khi họ đánh chiếm được thủ đô Diên An của đảng Cộng sản. Nhưng chẳng bao lâu sau đó, Hồng quân Trung Quốc phản công. Ngày 30 tháng 6 năm 1947, Hồng quân vượt sông Hoàng Hà và tiến đánh khu vực Đại Biệt Sơn, tái lập vùng giải phóng Trung Nguyên. Tiếp đó, Hồng quân ở khu vực Đông Bắc, Bắc và Đông Trung Quốc cũng bắt đầu phản công. Sự bạc nhược của quân đội Tưởng Giới Thạch đã lộ ra nhanh chóng, lực lượng của ông ta phải liên tục rút lui, nhiều người lính Quốc dân đảng lợi dụng sự hỗn loạn đã đào ngũ, vứt lại vũ khí cho đối phương.
Tới cuối năm 1948, Hồng quân Trung Quốc đã chiếm được các thành phố lớn ở miền bắc là Thẩm Dương và Trường Xuân cũng như kiểm soát được vùng đông bắc, sau nhiều nỗ lực và thất bại nhằm giành lấy các đô thị, với chiến dịch Liêu-Thẩm (gọi tắt Liêu Ninh-Thẩm Dương). Đạo quân Tân nhất quân, được coi là đạo quân tinh nhuệ nhất của Quốc dân đảng, phải đầu hàng sau khi Hồng quân Trung Hoa tiến hành cuộc bao vây Trường Xuân kéo dài 6 tháng. Trước đó, quân Quốc dân đảng bị bao vây đã tận thu lương thực khiến cho 15 vạn thường dân tại đây chết vì nạn đói. Việc các đơn vị lớn quân Quốc dân đảng bị bắt khiến Hồng quân chiếm được xe tăng, pháo hạng nặng và các khí tài khác cần thiết cho các chiến dịch tấn công phía nam Vạn lý trường thành.
Tới tháng 4 năm 1948, thành phố Lạc Dương thất thủ, khiến quân Quốc dân đảng bị cắt rời khỏi Tây An. Sau một trận kịch chiến, Hồng quân chiếm được Tế Nam và tỉnh Sơn Đông ngày 24 tháng 10 năm 1948. Với chiến dịch Hoài Hải cuối năm 1948, đầu năm 1949, quân Cộng sản chiếm được vùng trung-đông Trung Hoa. Kết quả các chiến dịch này quyết định cục diện cuộc nội chiến. Tiếp đó, Hồng quân Trung Quốc tiến hành chiến dịch Bình Tân, chiếm được miền bắc Trung Quốc sau 64 ngày, kể từ ngày 21 tháng 11 năm 1948, cho tới ngày 31 tháng 1 năm 1949. Trong chiến dịch này, Hồng quân bị tổn thất nặng khi đánh chiếm Trương Gia Khẩu, Thiên Tân cùng với các cảng và đồn quân tại Dagu và Bắc Kinh. Hồng quân Trung Hoa đưa 89 vạn quân từ vùng đông bắc để đánh lại khoảng 60 vạn quân Quốc dân đảng. Chỉ riêng trong trận Trương Gia Khẩu, Hồng quân đã phải chịu tới 4 vạn thương vong, nhưng họ cũng tiêu diệt, làm bị thương và bắt làm tù binh khoảng 52 vạn quân Quốc dân đảng.
Tháng 1 năm 1949, Hồng quân Trung Quốc chiếm được Bắc Kinh, kinh đô biểu tượng của Trung Hoa và tổ chức duyệt binh. Một nhà quan sát người Mỹ tại đó nhận ra phần lớn các thiết bị quân sự hạng nặng trong cuộc duyệt binh như xe tăng, xe jeep... là sản phẩm của Mỹ. Đây là những vũ khí mà trước đó Mỹ viện trợ cho quân đội Tưởng Giới Thạch, nhưng khi rút chạy họ đã vứt bỏ lại và Hồng quân Trung Quốc đã tịch thu được.
Sau ba chiến dịch Liêu-Thẩm, Hoài-Hải và Bình-Tân, Hồng quân đã tiêu diệt 144 sư đoàn quân chính quy và 29 sư đoàn không chính quy của Quốc dân đảng, gồm cả 1,54 triệu quân thiện chiến. Đòn đánh này trên thực tế đã bẻ gãy xương sống của quân đội Quốc dân đảng, khiến họ không vực dậy được.
Ngày 21 tháng 4, lực lượng Hồng quân Trung Quốc vượt sông Trường Giang. Ngày 23 tháng 4, họ chiếm Nam Kinh, thủ đô của Quốc dân đảng. Lá cờ đỏ được cắm trên Phủ Tổng thống, tuyên cáo sự thống trị của Quốc dân đảng trong suốt 22 năm đã cáo chung.
Trong phần lớn các trường hợp, vùng nông thôn xung quanh thành thị đã nằm dưới tầm ảnh hưởng của Hồng quân Trung Quốc từ rất lâu trước đó, tạo điều kiện cho họ tiến công một cách dễ dàng. Ngày 14 tháng 5, Dã chiến quân thứ 4 từ một nơi cách Vũ Hán hơn 100 km về phía đông cũng đã vượt Trường Giang tiến về chiếm Vũ Hán vào ngày 17. Ngày 12 tháng 5 Quân giải phóng bắt đầu tiến công Thượng Hải. Đến ngày 27, Thượng Hải hoàn toàn giải phóng. Tướng Quốc dân đảng Thương Ân Bá cùng 5 vạn tàn quân tháo chạy, hơn 15 vạn quân Quốc dân đảng bị tiêu diệt, đầu hàng hoặc bị bắt.
Sau ngày 1 tháng 7, Ban chấp hành đảng cộng sản Trung Quốc do Chu Ân Lai đứng đầu, Bành Chân, Nhiếp Vinh Trăn, Lâm Bá Cứ, Lý Duy Hán... làm Phó chủ nhiệm đã đề ra 3 nội dung trong lễ thành lập nước: một là Lễ thành lập nước Cộng hòa Nhân dân Trung Hoa và chính phủ nhân dân Trung ương; hai là, lễ duyệt binh của Quân giải phóng nhân dân Trung Quốc; và ba là, hoạt động diễu hành của quần chúng nhân dân. Ngày 1 tháng 10 năm 1949 là ngày lễ tuyên bố mở ra thời đại mới ở Trung Quốc. 30 vạn người dân đã tập hợp tại Quảng trường Thiên An Môn, mang cờ hoa, đèn rực rỡ đủ màu sắc. 3 giờ chiều, Chủ tịch Mao Trạch Đông cùng các lãnh đạo chủ yếu bước lên lễ đài trên lầu thành Thiên An Môn. Mao Trạch Đông nghiêm trang tuyên bố: "Nước Cộng hòa nhân dân Trung Hoa, chính phủ nhân dân Trung ương thành lập! Từ nay, nhân dân Trung Quốc đã vùng lên!". Trong âm thanh của bài Quốc ca "Nghĩa dũng quân tiến hành khúc", lá cờ đỏ năm sao từ từ kéo lên đỉnh cột cờ, 54 khẩu pháo nhất tề bắn 28 loạt, tuyên cáo sự ra đời của nước Cộng hòa Nhân dân Trung Hoa.
Quân Giải phóng phát huy thắng lợi, tiếp tục truy quét tàn quân Quốc dân đảng còn tản mác, thống nhất tất cả những vùng lãnh thổ còn lại, đồng thời truy quét các lực lượng thổ phỉ và phản cách mạng khác. Tới cuối năm 1949, Quân Giải phóng Nhân dân Trung Quốc đã truy quét gần hết tàn quân Quốc dân đảng ở miền Nam Trung Hoa, chỉ còn Tây Tạng là chưa bị động đến. Chính quyền Quốc dân đảng dần rút khỏi Nam Kinh ngày 23 tháng 4 đến Quảng Châu cho tới 15 tháng 10, rồi Trùng Khánh cho tới 25 tháng 11, và Thành Đô trước khi rút về Đài Loan ngày 10 tháng 12.
Thêm vào đó, Liên Xô cũng hỗ trợ cho cuộc nổi dậy Tân Cương thành lập Cộng hòa Đông Turkestan đệ Nhị, nhằm chống lại Quốc dân đảng, từ 1944-1949, vì Mông Cổ có tranh chấp biên giới với Cộng hòa Trung Hoa. Chính phủ Trung Quốc (của Quốc dân đảng) điều một trung đoàn kỵ binh Hồi giáo Trung Quốc, trung đoàn 14 Tungan, tấn công các vị trí của Mông Cổ và Liên Xô dọc trên biên giới trong biến cố Pei-ta-shan.

#### Thành lập Cộng hòa Nhân dân Trung Hoa, Quốc dân đảng rút chạy ra Đài Loan

Mao Trạch Đông tuyên bố thành lập Cộng hòa Nhân dân Trung Hoa, 1949.

Ngày 1 tháng 10 năm 1949, Mao Trạch Đông tuyên bố thành lập Cộng hòa Nhân dân Trung Hoa, thủ đô là Bắc Bình, nay đổi là Bắc Kinh. Tưởng và khoảng 2 triệu người thuộc phe Quốc dân đảng chạy khỏi Đại lục tới đảo Đài Loan. Tại Đại lục chỉ còn vài ổ kháng cự rời rạc, đáng kể nhất là tại Tứ Xuyên, (cuộc kháng cự này cũng nhanh chóng chấm dứt sau khi Thành Đô thất thủ tháng 12 năm 1949) và ở vùng cực nam Trung Quốc.
Đảng Cộng sản Trung Quốc định đánh chiếm đảo Kim Môn từ tay Quốc dân đảng, nhưng trận Kim Môn diễn ra với thắng lợi thuộc về Quốc dân đảng, chặn đứng đà tiến công của Hồng quân về Đài Loan. Tới tháng 12 năm 1949, Tưởng tuyên bố Đài Bắc, là thủ đô tạm thời, và tiếp tục coi chính quyền của mình là chính phủ hợp pháp duy nhất tại Trung Quốc.
Dù thất bại trong cuộc đổ bộ lên Kim Môn, Cộng hòa Nhân dân Trung Hoa cũng thành công trong chiến dịch đổ bộ lên chiếm đảo Hải Nam tháng 4 năm 1950, quần đảo Vạn Sơn ngoài khơi Quảng Đông (tháng 5-tháng 8 năm 1950) và đảo Chu San ngoài khơi Chiết Giang (tháng 5 năm 1950), nội chiến Quốc-Cộng coi như chấm dứt.

## Nguyên nhân thắng lợi của Đảng Cộng sản
Quốc dân đảng bắt đầu cuộc chiến với ưu thế áp đảo toàn diện:
- Về địa vị và tính chính thống, Quốc dân đảng có biểu tượng Tôn Trung Sơn trong tay, là người được coi là quốc phụ của nước Trung Quốc mới. Tôn Trung Sơn đã lãnh đạo cách mạng Tân Hợi lật đổ triều đình Mãn Thanh, chấm dứt chế độ phong kiến hàng ngàn năm và khai sinh chính thể cộng hòa đầu tiên trong lịch sử Trung Hoa, giảm bớt sự bức hiếp từ các quốc gia phương Tây trong đàm phán và thương lượng (còn Đảng Cộng sản Trung Quốc thì vốn tách ra từ Quốc dân đảng vào năm 1927, đầu thập niên 1930 thì họ vẫn chưa có gì nổi bật giữa hàng chục phe phái đang hỗn chiến ở Trung Quốc khi đó). Trung Hoa Dân Quốc khi ấy cũng là chính phủ duy nhất được cộng đồng quốc tế công nhận (trong khi nhà nước Cộng hòa Nhân dân Trung Hoa mãi đến năm 1949 mới được thành lập).
- Được Liên Xô và Mỹ giúp đỡ và viện trợ hàng tỷ USD để chống Nhật trong Thế chiến 2, cùng với nguồn tài chính dồi dào từ các thế lực tài phiệt và gia tộc tỷ phú hùng mạnh nhiều đời, quân đội Quốc dân đảng chiếm ưu thế lớn về trang bị và hỏa lực so với quân đội của Đảng Cộng sản. Được ủy nhiệm giải giáp quân Nhật, Quốc dân quân cũng chiếm được phần lớn chiến lợi phẩm của Nhật và sau đó còn được Mỹ giao lại phần lớn quân nhu vũ khí của Nhật.
- Quân đội Quốc dân đảng với sự góp quân của nhiều lực lượng quân phiệt, là quân đội thường trực đông thứ hai trên thế giới. Sau chiến tranh Trung-Nhật, mặc dù bị tổn thất đáng kể do chống lại các đơn vị thiện chiến của Nhật, tương quan lực lượng vẫn nghiêng rất nhiều về phía Quốc dân đảng. Quân đội Tưởng Giới Thạch vẫn còn trong tay hơn 5,7 triệu quân, đông gấp 6 lần số quân của Đảng Cộng sản. Trong tay họ còn có nhiều trang bị hiện đại của Liên Xô, Mỹ, Nhật từ Thế chiến 2.
- Năm 1945, Quốc dân đảng kiểm soát hầu hết các thành phố và các khu công nghiệp của Trung Quốc, nên có khả năng tuyển quân và sản xuất vũ khí đạn dược vượt xa so với Đảng Cộng sản.

Với các ưu thế áp đảo này, về lý thuyết, Quốc dân đảng sẽ nhanh chóng giành thắng lợi. Nhưng trong thực tế, chiến cuộc càng kéo dài thì tình thế càng chuyển sang có lợi cho phía Đảng Cộng sản Trung Quốc, và cuối cùng thì Quốc dân đảng thất bại. Có nhiều nguyên nhân dẫn tới kết quả này, gồm các nguyên nhân chính như sau:

### Chính sách hợp lý của Đảng Cộng sản
Đảng Cộng sản thi hành chính sách cải cách ruộng đất ở vùng nông thôn, những nông dân cùng khổ và không có ruộng đất thấy rằng nếu họ chiến đấu cho Đảng Cộng sản, họ sẽ giành được ruộng đất từ tay giới địa chủ. Chính sách này khiến cho Đảng Cộng sản Trung Quốc có được sự ủng hộ của nông dân và nguồn nhân lực hùng hậu để sử dụng trong chiến đấu cũng như vận tải tiếp tế, dù trước đó có bị tổn thất nặng nề trong các chiến dịch quân sự chống Nhật. Ví dụ, trong chiến dịch Hoài Hải họ đã có thể huy động tới 5.430.000 nông dân phục vụ vận tải, giúp họ chiến đấu chống lại quân chính quy Quốc dân đảng. Phần lớn người dân, nhất là ở nông thôn, sẵn sàng ủng hộ Mao Trạch Đông, không ít người đã hỗ trợ lương thực hoặc gia nhập quân đội của Mao Trạch Đông để chống lại Quốc dân đảng.
Trong chiến tranh Trung-Nhật, Đảng Cộng sản Trung Quốc đã tích lũy được nhiều kinh nghiệm chiến tranh. Lực lượng chủ lực của họ tăng lên 900.000 quân, còn lực lượng dân quân tăng lên 2 triệu người. Vùng kiểm soát gồm 19 khu, chiếm tới 1/4 lãnh thổ Trung Quốc và 1/3 dân số - gồm nhiều thành phố và thị trấn quan trọng. Sau khi đánh bại quân Nhật, Liên Xô trao lại toàn bố số vũ khí thu được từ quân Nhật cho Đảng Cộng sản. Khi Liên Xô rút đi, vùng Đông Bắc Trung Quốc không có người kiểm soát, Đảng Cộng sản Trung Quốc đã biết chớp thời cơ để tiếp quản nhiều thành phố
Tính kỷ luật, mức độ trung thành, tinh thần dũng cảm, tín niệm chính trị, tác phong hoạt động và trình độ chuyên môn về chính trị, quân sự của Đảng cộng sản đều mạnh hơn hẳn so với Quốc dân đảng. Đảng cộng sản có nhiều tướng tài hơn, như Bành Đức Hoài, đệ nhất danh tướng thời Dân Quốc. Tinh thần tác chiến của quân nhân Đảng cộng sản cũng cao hơn quân nhân Quốc dân đảng, vốn thường xảy ra các tiêu cực trong quân ngũ, cũng như các vụ đào ngũ và bỏ chạy giữa trận tiền. Quốc Dân đảng không có tướng lĩnh nào có uy danh ngang với Bành Đức Hoài, bên cạnh đó chiến tranh càng kéo dài thì ngày càng nhiều tướng tài của Quốc dân đảng phản biến, nổi dậy, hoặc thay đổi lập trường, cung cấp tình báo và đầu quân cho phía đảng Cộng Sản. Ngoài tài thao lược quân sự của các tướng lĩnh đảng Cộng Sản, tài lãnh đạo chính trị, cơ biến quyền mưu của lãnh tụ Mao Trạch Đông cũng là một trong những ưu thế lớn của đảng Cộng Sản Trung Quốc.
Ngoài công tác dân vận thì công tác địch vận, binh vận của Mao Trạch Đông và các đồng chí là xuất sắc và đóng góp to lớn cho sự chiến thắng của họ. Đảng Cộng Sản Trung Hoa chia Quốc Dân đảng của Tưởng Giới Thạch thành "phái tiến bộ" và "phái phản động", đối với phái tiến bộ thì phải tận lực dùng đại nghĩa dân tộc để "xách phản", còn đối với phái phản động thì phải tận lực tiêu diệt. Về sau những quan chức Quốc Dân Đảng thức thời đều quy hàng đảng Cộng Sản. Sau cuộc chiến, thống kê cho thấy hơn 50% vũ khí và nhân sự của đảng Cộng Sản (lãnh đạo, binh lính) đều từng phục vụ trong hàng ngũ Quốc Dân đảng, trong đó hơn 20% đảng viên đã từng là đảng viên Quốc Dân đảng hoặc đã từng có thời kỳ có hai thẻ đảng (lưỡng đảng tịch) cùng lúc. Điều này cho thấy rằng có rất nhiều lợi thế của Quốc Dân đảng (quân đông, tướng nhiều, vũ khí tốt) rốt cuộc lại chuyển sang phục vụ cho đảng Cộng Sản, đó là nhờ chính sách địch vận khéo léo của đảng Cộng Sản.

### Sự yếu kém của Quốc dân đảng
Một số chiến lược tiêu cực của quân Quốc Dân đảng trong thời kỳ chống Nhật đã gây mất lòng dân và gián tiếp tăng sức mạnh cho Đảng Cộng sản. Tiêu biểu là Sự kiện phá đê Hoa Viên Khẩu, quân Quốc dân đảng phá đê sông Hoàng Hà để ngăn quân Nhật, nhưng đã khiến 500.000 dân thường thiệt mạng vì lũ lụt. Vụ phá đê đã trở thành tiêu điểm để Đảng Cộng sản tuyên truyền về sự tàn nhẫn, yếu kém, coi thường sinh mạng nhân dân của Quốc dân đảng. Khu vực bị ngập lụt đã trở thành một khu tuyển dụng màu mỡ của Đảng Cộng sản Trung Quốc, họ đã thực hiện cứu trợ và tận dụng sự thù hận của những người dân sống sót đối với Quốc Dân đảng để vận động nhân dân gia nhập hàng ngũ của mình. Vào thập niên 1940, khu vực này đã phát triển thành một căn cứ du kích quan trọng gọi là Căn cứ địa Dự Hoàn Tô (chữ Hán: 豫皖苏, bính âm: Yuwansu).
Các nhóm tư bản trong chính quyền Quốc dân đảng chiếm lĩnh hầu hết các nhà băng, nhà máy, cơ sở thương mại trước kia bị Nhật chiếm. Họ cũng tăng cường binh lực, tích trữ vật liệu chiến tranh, chuẩn bị cho cuộc chiến sắp tới với Đảng Cộng sản. Những hành động chuẩn bị vội vã và khắc nghiệt đó khiến cho đời sống dân chúng trở nên khó khăn, tỷ lệ thất nghiệp tăng cao, tới 37,5% tại Thượng Hải. Tư bản quan liêu đứng đầu là "4 họ" lớn (Tưởng Giới Thạch, Tống Tử Văn, Khổng Tưởng Hi, Trần Lập Phu đại diện) đã chiếm đoạt hầu hết các ngân hàng, xí nghiệp, của cải. Đến tháng 5/1946, "4 họ" này đã chiếm trên 80% tổng số tư bản sản nghiệp trong toàn quốc, nắm 2/3 số ngân hàng (2446/3489 ngân hàng) cả nước và số tài sản của "4 họ" trị giá 20 tỷ USD (theo thời giá lúc bấy giờ). Sự khó khăn và bất bình đẳng về kinh tế khiến Quốc dân đảng đánh mất sự ủng hộ của dân chúng.
Nạn lạm phát và giá lương thực thực phẩm tăng vọt. Các cải cách của Quốc dân đảng cũng thất bại bởi nạn tham nhũng, các quan chức Quốc dân đảng thường không quan tâm đến đời sống nhân dân địa phương, và thường ủng hộ giới địa chủ trong việc đánh thuế. Thời gian ấy trong dân gian có nhiều câu như "Đẳng trung ương, phán trung ương, trung ương lai liễu cảnh tao ương" (chờ trung ương, đợi trung ương, rồi trung ương gây tai họa), thể hiện sự bất mãn đối với sự cái trị của Quốc dân đảng.
Năm 1947, Quốc dân đảng ban hành một đạo luật buộc tất cả đàn ông có khả năng chiến đấu trong vùng họ kiểm soát đều cũng phải phục vụ trong quân đội. Các viên sĩ quan tham nhũng thường bán cho lái buôn một phần gạo được cung cấp cho đơn vị của mình, khiến gần 1/5 số lính mới đã chết vì đói ngay trong thời gian huấn luyện. Do bị đối xử tồi tệ, gần một nửa số lính mới đã trốn ra khỏi các trại huấn luyện. Tinh thần chiến đấu của binh sĩ cũng xuống rất thấp, chẳng mấy ai muốn liều mạng để bảo vệ một chế độ tham nhũng tới mức đó. Kết quả là khi lâm trận, phần lớn binh sĩ Quốc dân đảng chỉ lo trốn tránh, đào ngũ, thậm chí là chạy sang đầu hàng đối phương.
Quốc dân đảng chủ yếu nhận được sự ủng hộ từ các tướng lĩnh quân phiệt, bang hội xã hội đen, tầng lớp thương buôn lớn và giai cấp tư sản tài phiệt, địa chủ hào phú. Nhưng sự cộng tác miễn cưỡng có tính chất tạm thời để chống lại kẻ thù chung này vốn luôn lỏng lẻo và chưa bao giờ tín nhiệm lẫn nhau. Quốc dân đảng thường chia rẽ, đấu tranh bè phái, tranh giành quyền lực. Sau khi Tôn Trung Sơn qua đời, Tưởng Giới Thạch chưa bao giờ có đủ tư cách lãnh đạo đối với các thế lực quân phiệt lớn mạnh nhưng hỗn tạp này. Bản thân Quốc Dân Đảng vốn đã là một tập hợp lỏng lẻo những tướng soái quân phiệt chỉ lo vụ lợi, không có lý tưởng sâu đậm. Họ là sự kết hợp của các thành phần vào đảng để mưu lợi cá nhân, để trả thù quân Nhật, vì yêu nước muốn bảo vệ quốc gia trước sự xâm lược của người Nhật, hoặc đơn giản vì bị bắt đi lính. Họ không có một lý tưởng rõ ràng và niềm tin chính trị mạnh mẽ như đối phương. Chủ nghĩa Tam Dân đơn điệu không phải là một học thuyết khoa học chính trị đủ sức thuyết phục giới trí thức khi ấy, hay khả dĩ có thể củng cố được lòng trung thành của đảng viên. Do đó, khi đã chứng kiến trực tiếp sự thối nát của Quốc Dân Đảng, sự trỗi dậy lớn mạnh dần lên của Đảng Cộng sản, họ thấy được xu thế chính trị tất bại của Tưởng và tất thắng của Đảng Cộng sản, nên tâm trí dễ dao động, lòng trung thành dễ lung lay.
Tưởng Giới Thạch thực hiện các chính sách bài Cộng cực đoan như Khủng bố trắng, thảm sát Thượng Hải, hành quyết và thanh lọc hoàn toàn người cộng sản và thân cộng ra khỏi Quốc dân đảng, đi ngược lại hoàn toàn với quốc sách chiến lược của cách mạng Trung Quốc do Tôn Trung Sơn đề ra là "liên Nga, liên Cộng, phù trợ công nông", đồng thời áp dụng chính sách nghị hòa và thoái lui với quân Nhật để tập trung diệt Cộng. Như vậy thì Quốc dân đảng dưới thời Tưởng cũng dần mất đi tính chính danh của mình về phía Đảng Cộng sản. Sự cực đoan của Tưởng đã tạo cơ sở cho Đảng Cộng sản tuyên truyền rộng rãi, tố cáo sự phản bội của ông đối với tâm nguyện của Tôn Trung Sơn, phản bội lại sự nghiệp của thầy. Từ đó Quốc Dân Đảng tuy có được sự ủng hộ lỏng lẻo đầy vụ lợi của các nhóm quân phiệt và bang hội giang hồ, song lại đánh mất sự ủng hộ của quảng đại quần chúng lương thiện và giới bình dân lao động đông đảo trong xã hội, nhất là lực lượng nông dân ở nông thôn. Ban đầu, giới sĩ phu trí thức khoa bảng ở thành thị ít ai biết đến hay chú ý đến Đảng Cộng sản, nhưng dần về sau Đảng Cộng sản dần chiếm được cảm tình và sự ủng hộ rộng rãi của giới trí thức thành thị. Đảng Cộng sản Trung Quốc ngày càng được ủng hộ rộng rãi là nhờ các đường lối chính trị chính xác hợp tình hợp lý, các khẩu hiệu hợp lòng dân và theo sát thực tế thời sự, như "Đoàn kết toàn quốc chống Nhật", "Công bằng bình đẳng cho công nông lao động", "Xóa bỏ cái cũ, xây dựng một nước Trung Hoa mới". Quốc Dân Đảng chỉ tuyên truyền khẩu hiệu "đuổi Nhật, diệt Cộng", trong khi đó Đảng Cộng sản tuyên truyền khẩu hiệu "xây dựng một xã hội mới", hứa hẹn về một xã hội tốt đẹp hơn, một tương lai tươi sáng hơn, với mục tiêu dân giàu nước mạnh và từng bước xây dựng chủ nghĩa xã hội. Dần dần Đảng Cộng sản được nhân dân coi là phe chính nghĩa còn Quốc dân đảng bị coi là phe phi nghĩa trong mắt quần chúng và cả nội bộ Quốc Dân đảng, nhờ đó Đảng Cộng sản thu hút được người tốt, người tài, còn với Quốc Dân Đảng thì nổi lên một làn sóng "bỏ đảng theo Cộng", những người tốt, ưu tú, có tinh thần ái quốc, có tâm có tài trong Quốc Dân Đảng đều chuyển sang trận doanh của bên Đảng Cộng sản. Với sự thoái hóa biến chất của mình, Quốc Dân Đảng không còn thu hút được những hạt nhân tốt và sự ủng hộ rộng rãi trong xã hội Trung Quốc như thời Tôn Trung Sơn nữa. Họ chỉ còn thu hút được những thành phần cơ hội chính trị, chính trị sa lông và quan chức tham nhũng, hai hàng, hoặc thông đồng với xã hội đen. Những thành phần này đi theo Quốc dân đảng chỉ đơn giản là vì mưu lợi cho bản thân, chứ không phải vì lý tưởng chính trị cách mạng cao cả hay chính nghĩa quốc dân. Phong trào "bỏ đảng theo Cộng" dâng lên mạnh mẽ trong nội bộ Trung Hoa Dân Quốc, từ quan đến lính, dẫn đến tình trạng đầu hàng, phản biến, nổi dậy, bỏ đảng, thay cờ, làm gián điệp, hoặc tự cướp lẫn nhau rồi bỏ trốn ra hải ngoại, gây nên cuộc khủng hoảng niềm tin to lớn trong Quốc dân đảng.
Vào thời điểm cuối cuộc chiến, Tưởng Giới Thạch sai vợ là Tống Mỹ Linh sang Washington cầu viện khẩn cấp nhưng bị chính phủ Mỹ đối xử lạnh nhạt và từ chối. Một trong những lý do là vì người Mỹ nói riêng và cộng đồng thế giới nói chung lúc ấy đã quá chán nản và thiếu đi sự tôn trọng đối với một chính đảng tha hóa, bê bối, hỗn tạp và hỗn loạn như Quốc dân đảng thời Tưởng Giới Thạch. Đến tháng 12/1948, phía Mỹ đã kết luận rằng chẳng đáng để cứu chế độ Tưởng Giới Thạch, Đại sứ Mỹ John Leighton Stuart cho rằng Tưởng để mất lòng dân, và nếu cứ cố duy trì, Mỹ có thể "bị tố cáo vi phạm nguyên tắc dân chủ về quyền tự quyết khi giúp đỡ chế độ độc tài không đại diện cho ý chí của dân chúng".
Tựu trung lại, nhân tố chủ yếu làm nên thắng lợi của Đảng Cộng sản là khả năng vận động, sự ủng hộ của dân chúng dành cho họ cao hơn hẳn đối thủ. Nhiều nhà nghiên cứu cho rằng đây là nhân tố quan trọng nhất quyết định sự thành bại trong chiến tranh, còn quân đông đất rộng chỉ là nhân tố thứ yếu. Lịch sử Trung Quốc cho thấy "lòng dân" luôn là nhân tố chủ chốt quyết định thành bại: một triều đại mục nát, mất lòng dân thì dù quân đông đất rộng cũng phải sụp đổ và bị thay thế bởi triều đại mới, cuộc chiến này cũng không ngoại lệ.

## Sau nội chiến

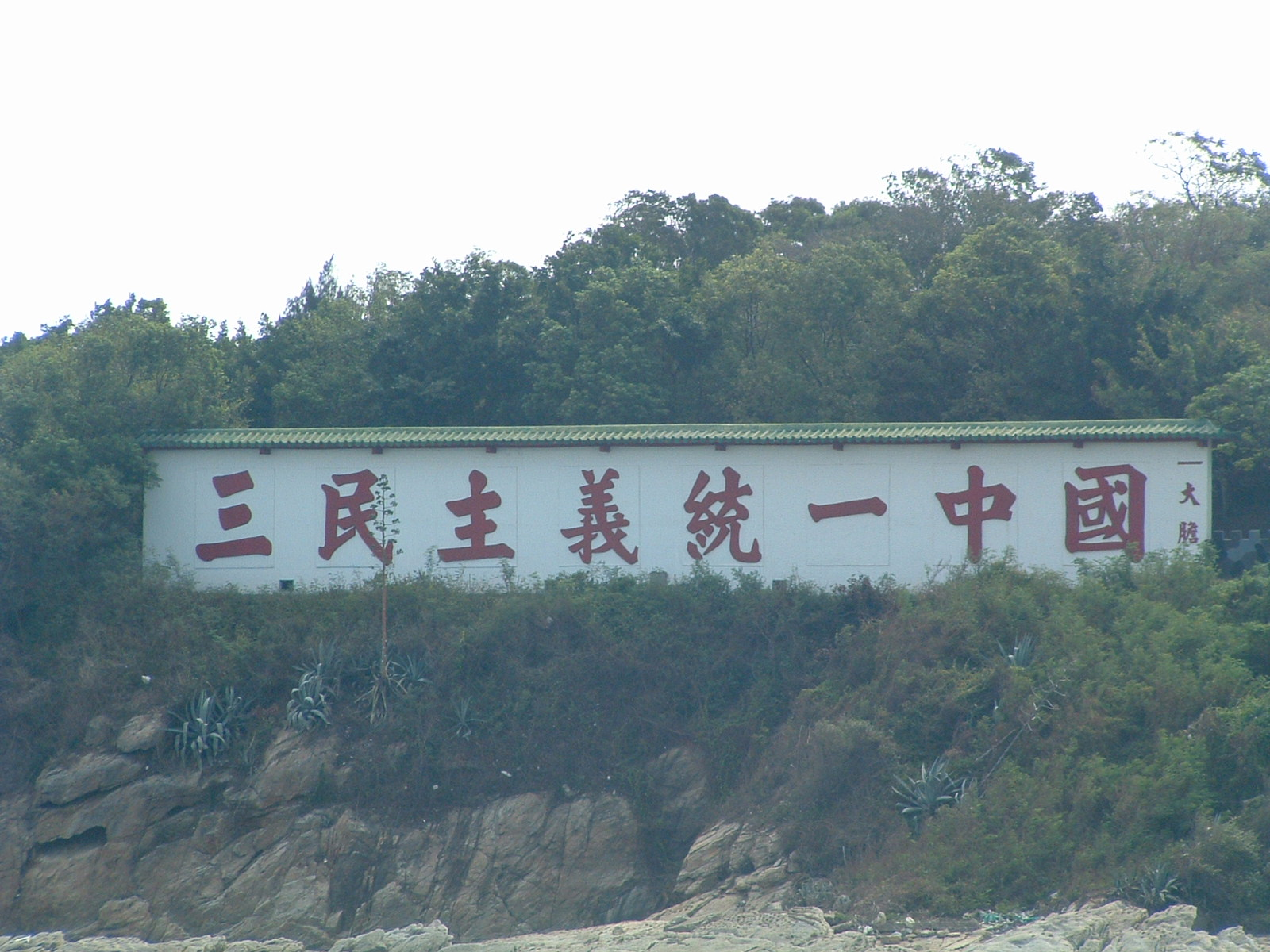
Khẩu hiệu: "Chủ nghĩa Tam Dân, Thống nhất Trung Quốc" trên đảo Đại Đảm, Kim Môn, do Đài Loan quản lý

Hầu hết các nhà quan sát đều trông chờ chính quyền của Tưởng Giới Thạch cuối cùng sẽ phải đáp lại một cuộc đổ bộ của Cộng hòa Nhân dân Trung Hoa vào Đài Loan và Hoa Kỳ vào lúc ban đầu cho thấy không có lợi ích nào trong việc hỗ trợ chính phủ Tưởng Giới Thạch vào giai đoạn cuối của cuộc chiến. Về sau đã thay đổi hoàn toàn với sự khởi đầu của cuộc Chiến tranh Triều Tiên vào tháng 6 năm 1950. Tại thời điểm này, việc đảng Cộng sản giành được toàn bộ chiến thắng đã trở thành một chính sách chính trị không thể nào lật ngược của Hoa Kỳ, và Tổng thống Hoa Kỳ Harry S. Truman ra lệnh Hạm đội 7 tiến vào eo biển Đài Loan để ngăn chặn việc hai bên tấn công lẫn nhau.
Tháng 6 năm 1949, Trung Hoa Dân Quốc tuyên bố "đóng cửa" tất cả các hải cảng tại Trung Quốc đại lục và sử dụng lực lượng hải quân để cố gắng ngăn chặn tất cả các tàu thuyền nước ngoài ra vào. Việc đóng các chỗ yểm trợ từ một điểm phía bắc cửa sông Dân ở tỉnh Phúc Kiến tới cửa sông Liêu ở Mãn Châu. Toàn bộ hệ thống đường sắt của Trung Quốc đại lục tỏ ra kém phát triển, giao thương Bắc-Nam phụ thuộc rất nhiều vào đường biển. Hoạt động hải quân Trung Hoa Dân Quốc cũng gây khó khăn nghiêm trọng cho ngư dân Trung Quốc đại lục.
Sau khi Cộng hòa Nhân dân Trung Hoa thành lập, một nhóm quân đội gồm khoảng 12.000 binh lính Quốc dân Đảng chạy sang Miến Điện và tiếp tục phát động các cuộc tấn công du kích vào miền nam Trung Quốc trong sự kiện Cuộc nổi dậy của người Hồi giáo thuộc Quốc Dân Đảng tại Trung Quốc (1950-1958). Lãnh đạo của họ, tướng Lý Mi, được trả lương bởi chính phủ Trung Hoa Dân Quốc và được phong tặng danh hiệu Thống đốc Vân Nam. Ban đầu, Hoa Kỳ hỗ trợ các nhóm tàn quân và Cơ quan Tình báo Trung ương (CIA) cung cấp viện trợ cho họ. Sau khi chính phủ Miến Điện kêu gọi Liên Hợp Quốc vào năm 1953, Mỹ bắt đầu gây sức ép với Trung Hoa Dân Quốc rút hết quân ra khỏi Miến Điện. Đến cuối năm 1954, gần 6.000 binh lính đã rời khỏi Miến Điện và Lý Mi tuyên bố giải tán quân đội của ông. Tuy nhiên, vẫn còn hàng ngàn nhóm khác vẫn tiếp tục ở lại, và Trung Hoa Dân Quốc tiếp tục tiếp tế và chỉ huy họ, thậm chí bí mật cung cấp tiếp viện quân sự vào thời gian này.
Sau khi Trung Hoa Dân Quốc than phiền với Liên Hợp Quốc chống lại việc Liên Xô ủng hộ Cộng hòa Nhân dân Trung Hoa, Đại hội đồng Liên Hợp Quốc thông qua Nghị quyết 505 được ban hành vào ngày 1 tháng 2 năm 1952 để lên án Liên Xô về việc này.
Mặc dù xem đó là một trách nhiệm quân sự của Hoa Kỳ, Trung Hoa Dân Quốc coi Đài Loan tại tỉnh Phúc Kiến là một căn cứ quan trọng đối với bất kỳ chiến dịch nào trong tương lai để đánh bại Cộng hòa Nhân dân Trung Hoa và tái chiếm Trung Quốc đại lục. Ngày 3 tháng 9 năm 1954, Cuộc khủng hoảng eo biển Đài Loan lần thứ nhất bắt đầu xảy ra khi Giải phóng quân Trung Quốc chuẩn bị tiến hành việc pháo kích Kim Môn và đe dọa đánh chiếm Quần đảo Đại Đông. Ngày 20 tháng 1 năm 1955, Giải phóng quân Trung Quốc tiến công Đảo Nhất Giang Sơn khiến cho toàn bộ 720 binh sĩ Trung Hoa Dân Quốc đồn trú chết hoặc bị thương trong khi bảo vệ đảo. Ngày 24 cùng năm, Quốc hội Hoa Kỳ đã thông qua Nghị quyết Formosa của Tổng thống cho phép bảo vệ hải đảo của Trung Hoa Dân Quốc. Cuộc khủng hoảng eo biển Đài Loan lần thứ nhất đã kết thúc vào tháng 3 năm 1955 khi Giải phóng quân Trung Quốc tuyên bố ngừng bắn phá. cuộc khủng hoảng này đã được đưa ra thảo luận trong Hội nghị Bandung.
Cuộc khủng hoảng Eo biển Đài Loan lần thứ hai bắt đầu vào ngày 23 tháng 8 năm 1958 với sự giao chiến giữa các lực lượng quân đội gồm hải, lục, không quân giữa Cộng hòa Nhân dân Trung Hoa và Trung Hoa Dân Quốc, dẫn đến trận pháo kích dữ dội ở Kim Môn (của Trung Quốc) và Hạ Môn (do Trung Hoa Dân Quốc), giao tranh kết thúc vào tháng 11 cùng năm đó. Các tàu thuyền tuần tra của Hải quân Trung Quốc bị phong tỏa tại hòn đảo từ tàu tiếp tế của Trung Hoa Dân Quốc. Mặc dù Hoa Kỳ đã bác bỏ đề nghị đánh bom vào vị trị các khẩu đội pháo Trung Quốc đại lục của Tưởng Giới Thạch, thay vào đó chuyển sang cung cấp máy bay chiến đấu, tên lửa đối không và tàu tấn công đổ bộ cho Trung Hoa Dân Quốc. Ngày 7 tháng 9, Hoa Kỳ hộ tống một đoàn tàu tiếp liệu của Trung Hoa Dân Quốc và Giải phóng quân Trung Quốc tự kiềm chế để không xảy bất cứ hành động khiêu khích nào nhắm vào Hoa Kỳ. Ngày 25 tháng 10, Trung Quốc công bố "lệnh ngừng bắn trong ngày" cho biết họ sẽ chỉ bao vây Kim Môn vào ngày lẻ.
Mặc dù đã kết thúc sự thù địch, nhưng hai bên chưa bao giờ ký kết bất kỳ một thỏa thuận hoặc hiệp ước nào để chính thức chấm dứt chiến tranh.
Đến năm 1971, sau khi Mỹ và Trung Quốc đạt được thỏa thuận, Đài Loan bị mất tư cách thành viên Hội đồng bảo an cũng như thành viên Liên Hiệp quốc, Cộng hòa Nhân dân Trung Hoa thay thế vào vị trí đó.
Đến năm 1984, Trung Quốc và Đài Loan sẵn sàng nối lại mối quan hệ như trước đây thông qua việc buôn bán và đầu tư đang ngày càng lớn mạnh. Tuy vậy, eo biển Đài Loan vẫn là một điểm sáng tiềm năng, thường xuyên liên kết trực tiếp với đại lục thông qua đường hàng không được thành lập vào năm 2009.
Cuộc khủng hoảng Eo biển Đài Loan lần thứ ba leo thang căng thẳng trong hai năm 1995-1996 giữa hai bên khi Trung Quốc cho thử nghiệm một loạt các tên lửa nằm ở vị trí cách không xa Đài Loan, sự kiện này được cho là do Bắc Kinh thăm dò phản ứng nhằm thay đổi cuộc bỏ phiếu ủng hộ của Quốc dân Đảng, hiện đang phải đối mặt với thách thức từ Đảng Dân Tiến đối lập trong một cuộc tranh luận về quan điểm "Chính sách Một nước Trung Quốc" do CPC và Quốc dân Đảng đưa ra.
Thông qua cuộc bầu cử năm 2000 của ứng cử viên Đảng Dân chủ Tiến bộ Trần Thủy Biển, là thành viên không thuộc Quốc dân Đảng đã giành được chức tổng thống lần đầu tiên tại Đài Loan. Vị Tổng thống mới này đã không tham gia vào quan niệm về ý thức hệ dân tộc Trung Quốc của Quốc dân Đảng và Đảng Cộng sản của Cộng hòa Nhân dân Trung Hoa. Điều này dẫn đến căng thẳng giữa hai bên, mặc dù thương mại và các mối quan hệ khác vẫn tiếp tục gia tăng.
Kể từ khi cuộc bầu cử của Tổng thống Mã Anh Cửu (KMT) vào năm 2008, mối quan hệ nóng dần lên đã được nối lại giữa Đài Bắc và Bắc Kinh thông qua việc trao đổi cấp cao giữa các đảng cầm quyền của cả hai nước như chuyến viếng thăm Phiến Lam năm 2005 hoặc hội nghị thượng đỉnh Trần-Giang nhưng từ năm 2016 cho đến nay thì quan hệ 2 bên lại căng thẳng khi Chính phủ Trung Hoa Dân Quốc (Đài Loan) luôn cự tuyệt thống nhất với chính quyền Trung Quốc tại đại lục.

## Tướng lĩnh

### Quốc dân đảng Trung Quốc
- Tưởng Giới Thạch (蔣介石)
- Trần Thành (陳誠)
- Phó Tác Nghĩa (傅作義)
- Lý Tông Nhân (李宗仁)
- Lưu Văn Huy (劉文輝)
- Tôn Lập Nhân (孫立人)
- Trần Thiệu Khoan (陳紹寬)
- Đỗ Duật Minh (杜聿明)
- Bạch Sùng Hy (白崇禧)
- Ngô Quốc Trinh (吳國楨)

### Đảng Cộng sản Trung Quốc
- Mao Trạch Đông (毛澤東)
- Chu Đức (朱德)
- Chu Ân Lai (周恩來)
- Hạ Long (賀龍)
- Hứa Thế Hữu (許世有)
- Dương Dũng (杨勇)
- Hoàng Khắc Thành (黃克誠)
- Lâm Bưu (林彪)
- Lưu Mông (劉夢)
- Lưu Nịch Quần (劉溺群)
- Lưu Bá Thừa (劉伯承)
- Bành Đức Hoài (彭德懷)
- Trần Nghị (陳毅)
- Trần Đan Hoài (陳丹淮)
- La Vinh Hoàn (羅榮桓)
- Từ Hướng Tiền (徐向前)
- Nhiếp Vinh Trăn (聶榮臻)
- Diệp Kiếm Anh (葉劍英)
- Thái Tình Xuyên (蔡晴川)
- Lưỡng quốc tướng quân Nguyễn Sơn (阮山-洪水)

### Quân phiệt
- Trương Tác Lâm (張作霖), thống trị vùng Đông Bắc Trung Quốc, bị người Nhật ám sát chết trong Sự biến Tế Nam, con là Trương Học Lương lên nắm quyền.
- Trương Học Lương (張學良), con của Trương Tác Lâm, trong sự kiện Sự biến Tây An, ông cùng tướng Dương Hổ Thành đã buộc Tưởng Giới Thạch phải chấm dứt cuộc chiến chống Cộng và ký kết liên minh với họ để chống lại người Nhật. Về sau bị Tưởng giam giữ cho tới năm 1989.
- Phùng Ngọc Tường (馮玉祥), quân phiệt thống trị miền Bắc Trung Quốc từ sau khi nhà Thanh sụp đổ, tuyên chiến với Quốc dân đảng vào năm 1930 trong cuộc Đại chiến Trung Nguyên, bị thất bại và quy phục Tưởng Giới Thạch. Là người đứng ra tổ chức Quân kháng Nhật người Sát Cáp Nhĩ hợp tác với Đảng Cộng sản Bắc Trung Quốc rồi sau chống lại họ vào năm 1945, từng sang viếng thăm Liên Xô.
- Diêm Tích Sơn (閻錫山) là quân phiệt cai trị tỉnh Sơn Tây cho tới năm 1948.
- Tập đoàn họ Mã là một gia tộc quân phiệt lớn cai trị các tỉnh bao gồm Thanh Hải, Cam Túc, và Ninh Hạ từ năm 1910 cho tới 1949.
- Trần Tế Đường (陳濟棠) là quân phiệt kiểm soát tỉnh Quảng Đông, nơi ông có những đóng góp đáng kể cho sự nghiệp hiện đại hóa và giáo dục. Về sau, trở thành quan chức Chính phủ Quốc dân của Tưởng Giới Thạch và kết thúc cuộc đời của mình trong vai trò là "Cố vấn chiến lược của Tổng thống" tại Đài Loan, nơi ông qua đời vào năm 1954.

## Danh sách vũ khí
Súng lục
- Mauser C96, Dân quốc, Quân phiệt, Cộng sản
- Browning Hi-Power, Dân quốc, Cộng sản
- Luger P08, Dân quốc
- Nambu Type 14, Dân quốc, Cộng sản
- Type 26, Dân quốc, Cộng sản
- Nambu Type 94, Dân quốc, Cộng sản
- Nagant M1895, Cộng sản
- Tokarev TT-33, Cộng sản
- Colt M1911/A1, Dân quốc

Súng trường
- Súng trường kiểu 24, Dân quốc, Quân phiệt, Cộng sản
- Súng trường ZH-29, Dân quốc
- Hanyang Type 88, Dân quốc, Quân phiệt, Cộng sản
- Mauser Gewehr 98, Dân quốc, Quân phiệt, Cộng sản
- Mauser Karabiner 98 kurz, Dân quốc
- vz. 24, Dân quốc, Cộng sản
- Súng trường kiểu 38, Dân quốc, Cộng sản
- Súng trường kiểu 2, Dân quốc, Cộng sản
- Súng trường Kỵ binh kiểu 38, Dân quốc, Cộng sản
- Súng trường kiểu 99, Dân quốc, Cộng sản
- Súng trường Bắn tỉa kiểu 97, Dân quốc, Cộng sản
- Súng trường Kỵ binh kiểu 44, Dân quốc, Cộng sản
- Mosin-Nagant M1891/30, M1938, M1944, Cộng sản
- Tokarev SVT-38, SVT-40, Cộng sản
- M1 Garand, Dân quốc
- M1 Carbine, Dân quốc
- M1903 Springfield, Dân quốc
- Súng trường Johnson M1941, Dân quốc
- Súng trường Enfield M1917, Dân quốc
- Mondragón F-08, Dân quốc, Cộng sản
- Lee-Enfield SMLE Rifle No.4 Mk.1, Dân quốc

Súng tiểu liên
- MP18, Dân quốc, Quân phiệt, Cộng sản
- SIG MKMS, Quân phiệt
- Thompson M1928, M1928A1, M1, M1A1, Dân quốc
- PPSh-41, Cộng sản
- PPS-43, Cộng sản
- Súng tiểu liên M3/A1 (U.S Lend Lease), Dân quốc, Cộng sản
- Súng tiểu liên Reising M50 (U.S Lend Lease), Dân quốc
- Sten, Dân quốc, Cộng sản
- Shiki 100, Dân quốc, Cộng sản

Súng máy
- ZB vz.26, Dân quốc, Quân phiệt, Cộng sản
- Súng máy Madsen (Multi-caliber), Quân phiệt, Dân quốc, Cộng sản
- MG 34, Dân quốc, Quân phiệt, Cộng sản
- Súng máy hạng nhẹ kiểu 11, Dân quốc, Cộng sản
- Súng máy hạng nhẹ kiểu 96, Dân quốc, Cộng sản
- Súng máy hạng nhẹ kiểu 97, Dân quốc, Cộng sản
- Súng máy hạng nhẹ kiểu 99, Dân quốc, Cộng sản
- Súng trường tự động Browning M1918 (U.S Lend Lease), Dân quốc
- Súng máy hạng nhẹ Bren, Dân quốc
- Lahti-Saloranta M/26, Dân quốc
- Degtyarov DP, Cộng sản
- Súng máy hạng trung Browning M1919 (U.S Lend Lease), Dân quốc

Súng máy hạng nặng
- Súng máy hạng nặng Trung Quốc kiểu 24, Dân quốc, Quân phiệt, Cộng sản
- MG08, Dân quốc, Quân phiệt, Cộng sản
- Súng máy hạng nặng Browning M1917A1, Dân quốc
- Súng máy hạng nặng Browning M2, Dân quốc
- Súng máy hạng nặng kiểu 92, Dân quốc, Cộng sản
- Súng máy hạng nặng kiểu 1, Dân quốc, Cộng sản
- Súng máy hạng nặng kiểu 3, Dân quốc, Cộng sản
- Súng máy hạng nặng DShK 1938, Cộng sản
- Súng máy Maxim PM1910, Cộng sản
- SG-43 Goryunov, Cộng sản

Vũ khí chống tăng
- Pak 36, Dân quốc, Cộng sản
- Súng trường chống Tăng có chốt trượt PTRD-41, Cộng sản
- Súng trường chống Tăng bán tự động PTRS-41, Cộng sản
- Súng phóng tên lửa, M1/A1 "Bazooka", Dân quốc
- ZiS-2, Cộng sản
- ZiS-3, Cộng sản

Lựu đạn
- Lựu đạn kiểu 24, Cộng sản, Quân phiệt, Dân quốc
- Lựu đạn mảnh F1, Cộng sản
- Lựu đạn mảnh RGD-33, Cộng sản
- Lựu đạn mảnh Mk.2 (U.S Lend Lease), Dân quốc

Số khác
- Đao, Dân quốc, Cộng sản

Pháo binh
Xe tăng và xe thiết giáp

## Danh sách các trận đánh trong cuộc nội chiến

### Giai đoạn 1945-1949

#### 1945
- Chiến dịch Gia Đài Sơn (21 tháng 7–8 tháng 8 năm 1945)
- Chiến dịch Tô Nam (13–19 tháng 8 năm 1945)
- Phản công phía đông Hồ Bắc (13–16 tháng 8 năm 1945)
- Trận Bảo Ưng (15–23 tháng 8 năm 1945)
- Trận Ung Gia Trấn (16–19 tháng 8 năm 1945)
- Trận Thiên Môn (17–27 tháng 8 năm 1945)
- Chiến dịch Bình Dư (17–25 tháng 8 năm 1945)
- Chiến dịch Lâm Nghi (17 tháng 8–11 tháng 9 năm 1945)
- Trận Ngũ Đại Đạo (21–28 tháng 8 năm 1945)
- Trận Ngũ Hà (24 tháng 8 năm 1945)
- Trận Doãn Tập (26–27 tháng 8 năm 1945)
- Chiến dịch Lưỡng Hoài (26 tháng 8–22 tháng 9 năm 1945)
- Chiến dịch Hưng Hóa (29 tháng 8–1 tháng 9 năm 1945)
- Trận Đại Trung Tập (1–13 tháng 9 năm 1945)
- Trận Linh Bích (4–5 tháng 9 năm 1945)
- Chiến dịch Chư Thành (5–8 tháng 9 năm 1945)
- Chiến dịch Thương Hà (5–22 tháng 9 năm 1945)
- Trận Ly Thạch (6–9 tháng 9 năm 1945)
- Chiến dịch Bình Độ (7–10 tháng 9 năm 1945)
- Chiến dịch Thái Hưng (8–12 tháng 9 năm 1945)
- Chiến dịch Thượng Đảng (10 tháng 9–12 tháng 10 năm 1945)
- Chiến dịch Vô Lệ (13–17 tháng 9 năm 1945)
- Trận Hướng Thủy Khẩu (18 tháng 9 năm 1945)
- Trận Như Cao (21 tháng 9 năm 1945)
- Chiến dịch Úy Quảng Noãn (29 tháng 9–2 tháng 11 năm 1945)
- Trận Thời Thôn (Tháng 10, 1945)
- Chiến dịch Diêm Thành (3–10 tháng 10 năm 1945)
- Chiến dịch Đồng Bách (17 tháng 10–14 tháng 12 năm 1945)
- Trận Hậu Mã Gia (18 tháng 10 năm 1945)
- Chiến dịch Hàm Đan (22 tháng 10–2 tháng 11 năm 1945)
- Trận Sơn Hải Quan (25 tháng 10–16 tháng 11 năm 1945)
- Chiến dịch dọc theo đường sắt Đại Đồng, Bồ Châu (26–30 tháng 10 năm 1945)
- Chiến dịch tiểu trừ giặc cướp ở Đông Bắc Trung Quốc (Tháng 11, 1945–Tháng 4, 1947)
- Trận Hách Chiết (3–4 tháng 11 năm 1945)
- Trận Thiệu Bá (19–21 tháng 12 năm 1945)
- Chiến dịch Cao Bưu, Thiệu Bá (19–26 tháng 12 năm 1945)
- Trận Đường Đầu Quách Thôn (21–30 tháng 12 năm 1945)

#### 1946
- Chiến dịch Hầu Mã (19–26 tháng 1 năm 1946)
- Trận Tứ Bình (15–17 tháng 3 năm 1946)
- Chiến dịch Đồn Kim Gia (10–15 tháng 4 năm 1946)
- Chiến dịch phòng thủ Tứ Bình (17–19 tháng 4 năm 1946)
- Chiến dịch đột phá vòng vây Trung Nguyên (22 tháng 6–31 tháng 8 năm 1946)
- Chiến dịch phía nam đoạn đường sắt Đại Đồng, Bồ Châu (12 tháng 6–1 tháng 9 năm 1946)
- Chiến dịch Đại Đồng, Tập Ninh (31 tháng 7–16 tháng 9 năm 1946)
- Chiến dịch Long Hải (10–22 tháng 8 năm 1946)
- Chiến dịch Đại Đồng, Bồ Châu (14 tháng 8–1 tháng 9 năm 1946)
- Trận Lưỡng Hoài (21 tháng 8–22 tháng 9 năm 1946)
- Trận Như Cao, Hoàng Kiều (25 tháng 8 năm 1946)
- Chiến dịch Định Đào (2–8 tháng 9 năm 1946)
- Chiến dịch Lâm Phần, Phù Sơn (22–24 tháng 9 năm 1946)
- Trận Trương Gia Khẩu (10–20 tháng 10 năm 1946)
- Trận Nam Lạc–Bắc Lạc (10–11 tháng 11 năm 1946)
- Chiến dịch Lữ Lương (22 tháng 11 năm 1946–1 tháng 1 năm 1947)
- Chiến dịch Lâm Giang (17 tháng 12 năm 1946–1 tháng 4 năm 1947)
- Trận Quan Trung (31 tháng 12 năm 1946–30 tháng 1 năm 1947)
- Sự kiện Bắc Tháp Sơn

#### 1947
- Chiến dịch Nam Bảo Định (21–28 tháng 1 năm 1947)
- Trận Nương Tử Quan (24–25 tháng 4 năm 1947)
- Trận Đường Nhị Lý (27–28 tháng 4 năm 1947)
- Chiến dịch Mạnh Lương Cố (13–16 tháng 5 năm 1947)
- Thế tấn công mùa hè năm 1947 vùng Đông Bắc Trung Quốc (13 tháng 5–1 tháng 7 năm 1947)
- Chiến dịch Hợp Thủy (28–31 tháng 5 năm 1947)
- Chiến dịch Tứ Bình (11 tháng 6 năm 1947–13 tháng 3 năm 1948)
- Chiến dịch Bắc Bảo Định (26 tháng 6–6 tháng 7 năm 1947)
- Chiến dịch Nam Ma, Lâm Cù (17–29 tháng 7 năm 1947)
- Chiến dịch đỉnh núi Tử Ngọ (13–18 tháng 8 năm 1947)
- Chiến dịch Bắc Đại Thanh Hà (2–12 tháng 9 năm 1947)
- Thế tấn công mùa thu năm 1947 vùng Đông Bắc Trung Quốc (14 tháng 9–5 tháng 11 năm 1947)
- Chiến dịch Tát Tha Sơn (2–10 tháng 10 năm 1947)
- Chiến dịch phía đông chân núi Phục Ngưu Sơn (29 tháng 10–25 tháng 11 năm 1947)
- Thế tấn công mùa đông năm 1947 vùng Đông Bắc Trung Quốc (15 tháng 12 năm 1947–15 tháng 3 năm 1948)
- Trận đỉnh núi Phượng Hoàng (7–9 tháng 12 năm 1947)
- Chiến dịch phía tây Thái An (9 tháng 12 năm 1947–15 tháng 6 năm 1948)
- Chiến dịch phản công–diệt trừ tại Đại Biệt Sơn (11 tháng 12 năm 1947–Tháng 1, 1948)
- Chiến dịch Kinh Sơn, Chung Tường (20 tháng 12 năm 1947–Tháng 6, 1948)

#### 1948
- Chiến dịch Đồn Công Chúa (2–7 tháng 1 năm 1948)
- Chiến dịch Lâm Phần (7 tháng 3–18 tháng 5 năm 1948)
- Chiến dịch Chu Thôn, Trương Điếm (11–21 tháng 3 năm 1948)
- Chiến dịch Hà Bắc, Nhiệt Hà, Sát Cáp Nhĩ (12 tháng 5–25 tháng 6 năm 1948)
- Trận vây hãm Trường Xuân (23 tháng 5–19 tháng 10 năm 1948)
- Chiến dịch Duyện Châu (29 tháng 5–18 tháng 7 năm 1948)
- Trận Thượng Sái (17–19 tháng 6 năm 1948)
- Chiến dịch Liêu Thẩm (12 tháng 9–12 tháng 11 năm 1948)
- Chiến dịch Thái Nguyên (5 tháng 10 năm 1948–24 tháng 4 năm 1949)
- Trận Cẩm Châu (7–15 tháng 10 năm 1948)
- Trận tranh đoạt Tháp Sơn (10–15 tháng 10 năm 1948)
- Chiến dịch Hoài Hải (6 tháng 11 năm 1948–10 tháng 1 năm 1949)
- Trận Cửu Liên Sơn (15 tháng 11 năm 1948–11 tháng 1 năm 1949)
- Chiến dịch Song Đôi Tập (22 tháng 11 năm 1948–15 tháng 12 năm 1949)
- Chiến dịch Bình Tân (29 tháng 11 năm 1948–31 tháng 1 năm 1949)
- Sự kiện Bắc Tháp Sơn

#### 1949
- Chiến dịch Thiên Tân (3–15 tháng 1 năm 1949)
- Chiến dịch tiễu trừ giặc cướp tại miền Bắc Trung Quốc (Tháng 4, 1949–Tháng 6, 1950)
- Chiến dịch tiễu trừ giặc cướp tại miền Trung và Nam Trung Quốc (Tháng 4, 1949–Tháng 6, 1953)
- Chiến dịch Thập Vạn Đại Sơn (tháng 6, 1949 – tháng 10, 1949)
- Chiến dịch Thượng Hải (12 tháng 5–2 tháng 6 năm 1949)
- Chiến dịch Hàm Dương (17 tháng 5–16 tháng 6 năm 1949)
- Chiến dịch Lan Châu (9–27 tháng 8 năm 1949)
- Chiến dịch tiễu trừ giặc cướp tại miền Đông Trung Quốc (9 tháng 8 năm 1949–Tháng 12, 1953)
- Chiến dịch tiễu trừ giặc cướp tại Phúc Kiến (24 tháng 8 năm 1949–Tháng 9, 1951)
- Chiến dịch Ninh Hạ (5–24 tháng 9 năm 1949)
- Chiến dịch tiễu trừ giặc cướp tại Đại Biệt Sơn (5 tháng 9 năm 1949–Tháng 3, 1950)
- Trận Cổ Ninh Đầu (25–27 tháng 10 năm 1949)
- Chiến dịch tiễu trừ giặc cướp tại vùng Tây Bắc Trung Quốc (Tháng 11, 1949–Tháng 7, 1953)
- Chiến dịch phía bắc huyện Nam Xuyên (1–28 tháng 11 năm 1949)
- Trận đảo Đăng Bộ (3–5 tháng 11 năm 1949)
- Chiến dịch Bác Bạch (17 tháng 11–1 tháng 12 năm 1949)
- Chiến dịch tiễu trừ giặc cướp tại Liên Dương (3–26 tháng 12 năm 1949)
- Trận Lương Gia Tuệ (6–7 tháng 12 năm 1949)
- Trận Liên Dương (7–14 tháng 12 năm 1949)
- Trận Kiếm Môn Quan (17–18 tháng 12 năm 1949)

### Giai đoạn sau 1949

#### 1950
- Chiến dịch tiễu trừ giặc cướp tại Vũ Bình (Tháng 1, 1950–Tháng 6, 1955)
- Chiến dịch tiễu trừ giặc cướp tại Quảng Tây (15 tháng 1 năm 1950–Tháng 5, 1951)
- Trận Bát Diện Sơn (19–31 tháng 1 năm 1950)
- Chiến dịch tiễu trừ giặc cướp tại vùng Tây Nam Trung Quốc (Tháng 2, 1950–Tháng 12, 1953)
- Chiến dịch tiễu trừ giặc cướp tại Long Tuyền (4 tháng 2 năm 1950–Tháng 12, 1950)
- Trận Thiên Tuyền (14–20 tháng 2 năm 1950)
- Trận đảo Nam Áo (3 tháng 3 năm 1950)
- Chiến dịch đổ bộ đảo Hải Nam (5 tháng 3–1 tháng 5 năm 1950)
- Trận Y Ngô (29 tháng 3–7 tháng 5 năm 1950)
- Chiến dịch đảo Đông Sơn (11 tháng 5 năm 1950)
- Chiến dịch quần đảo Vạn Sơn (25 tháng 5–7 tháng 8 năm 1950)
- Trận đảo Nam Bằng (9 tháng 8 năm 1950)
- Chiến dịch tiễu trừ giặc cướp tại Bắc Quảng Đông (Tháng 9, 1950–Tháng 1, 1951)
- Chiến dịch tiễu trừ giặc cướp tại Đông Bắc Kiềm Châu (22 Tháng 9–29 tháng 11 năm 1950)
- Chiến dịch tiễu trừ giặc cướp tại biên giới các tỉnh Hồ Nam, Hồ Bắc, Tứ Xuyên (Tháng 2, 1950–Tháng 12, 1953)
- Chiến dịch tiễu trừ giặc cướp tại phía Tây Hồ Nam (15 tháng 10–Tháng 11, 1950)
- Chiến dịch tiễu trừ giặc cướp tại Thập Vạn Đại Sơn (13 tháng 12 năm 1950–Tháng 2, 1951)
- Chiến dịch tiễu trừ giặc cướp tại Lục Vạn Đại Sơn (20 tháng 12 năm 1950–Tháng 2, 1951)

#### 1951
- Chiến dịch tiễu trừ giặc cướp tại Nghiêu Sơn (8 tháng 1–Tháng 2, 1951)
- Chiến dịch tiễu trừ giặc cướp ở phía tây Quảng Tây (15 tháng 4–Tháng 9, 1951)

#### 1952
- Chiến dịch đảo Nam Nhật (11–15 tháng 4 năm 1952)
- Chiến dịch tiễu trừ giặc cướp tại Hắc Thủy (13 tháng 6–20 tháng 9 năm 1952)
- Chiến dịch quần đảo Nam Bành (20 tháng 9–20 tháng 10 năm 1952)

#### 1953
- Trận đảo Đại Lộc Sơn (29 tháng 5 năm 1953)
- Chiến dịch đảo Đông Sơn (16–18 tháng 7 năm 1953)

### 1954
- Khủng hoảng eo biển Đài Loan lần 1(3/9/1954-1/5/1955)

#### 1955
- Chiến dịch đảo Nhất Giang Sơn (18 tháng 1 năm 1955–20 tháng 1 năm 1955)
- Chiến dịch quần đảo Đại Đông (19 tháng 1 năm 1955–26 tháng 2 năm 1955)

#### 1960
- Chiến dịch biên giới Trung Quốc–Miến Điện (14 tháng 11 năm 1960–9 tháng 2 năm 1961)

#### 1950–1958
- Cuộc nổi loạn của người Hồi giáo Quốc dân đảng tại Trung Quốc (1950-1958)
- Khủng hoảng eo biển Đài Loan lần 2(23/8/1958-22/9/1958)

### 1995-1996
- Khủng hoảng eo biển Đài Loan lần 3(21/7/1995-23/3/1996)